# Ban Chấp hành Trung ương Đảng Cộng sản Việt Nam khóa XIII
Ban Chấp hành Trung ương Đảng Cộng sản Việt Nam khóa XIII (còn được gọi Ban Chấp hành Trung ương Đảng khóa XIII, Trung ương Đảng khóa XIII) là cơ quan do Đại hội Đại biểu Đảng Cộng sản Việt Nam khóa XIII bầu ra ngày 30 tháng 1 năm 2021.

## Giới thiệu nhân sự
Chiều ngày 30 tháng 1 năm 2021, tại Đại hội Đại biểu toàn quốc Đảng Cộng sản Việt Nam khóa XIII, các đại biểu tham dự đã bầu các ứng viên cho 180 ghế ủy viên chính thức và 20 ghế ủy viên dự khuyết.

## Trường hợp đặc biệt
Trong danh sách ứng cử Ban Chấp hành Trung ương khóa XIII có 10 trường hợp "đặc biệt" (quá tuổi) được Trung ương khóa XII giới thiệu và đều trúng cử:
1. Nguyễn Phú Trọng (77 tuổi), Tổng Bí thư, Chủ tịch nước
2. Nguyễn Xuân Phúc (67 tuổi), Thủ tướng Chính phủ
3. Lê Minh Trí (61 tuổi), Viện trưởng Viện Kiểm sát Nhân dân tối cao
4. Phan Văn Giang (61 tuổi), Tổng Tham mưu trưởng Quân đội nhân dân Việt Nam
5. Võ Văn Dũng (61 tuổi), Phó Trưởng ban thường trực Ban Nội chính Trung ương
6. Nguyễn Chí Dũng (61 tuổi), Bộ trưởng Bộ Kế hoạch và Đầu tư
7. Phạm Gia Túc (56 tuổi), Phó Trưởng Ban Nội chính Trung ương
8. Nguyễn Duy Ngọc (57 tuổi), Thứ trưởng Bộ Công an
9. Lương Tam Quang (56 tuổi), Thứ trưởng Bộ Công an
10. Nguyễn Tiến Hải (56 tuổi), Bí thư Tỉnh ủy Cà Mau

Sáu trường hợp đầu là ủy viên Trung ương khóa XII quá tuổi tái cử ủy viên Trung ương khóa XIII (quy định là không quá 60 tuổi), riêng trường hợp 1 và 2 còn quá tuổi tái cử Bộ Chính trị (quy định là không quá 65 tuổi).
Bốn trường hợp sau là quá tuổi lần đầu tham gia Ban Chấp hành Trung ương Đảng (quy định là không quá 55 tuổi).

## Các hội nghị Trung ương Đảng
| Hội nghị BCHTW lần thứ | Bắt đầu-Kết thúc | Thời gian | Nội dung chính | Nguồn  |
| ---------------------- | ---------------- | --------- | --- | ------ |
| Nhất                   | 31/01/2021       | 1 ngày    | Tổng Bí thư, Chủ tịch nước Nguyễn Phú Trọng tái đắc cử làm Tổng Bí thư khóa XIII. Hội nghị bầu ra 18 ủy viên Bộ Chính trị, 5 ủy viên Ban Bí thư, 19 ủy viên Ủy ban Kiểm tra Trung ương và Chủ nhiệm Ủy ban Kiểm tra Trung ương khóa XIII là Trần Cẩm Tú. | [ 6 ]  |
| Hai                    | 08-09/03/2021    | 2 ngày    | Hội nghị bàn về chương trình làm việc toàn khóa của Ban Chấp hành Trung ương khóa XIII; việc giới thiệu nhân sự ứng cử các chức danh Chủ tịch nước, Thủ tướng Chính phủ, Chủ tịch Quốc hội, đồng thời báo cáo xin ý kiến Trung ương trước khi Bộ Chính trị chính thức giới thiệu nhân sự đối với các chức danh khác để Quốc hội xem xét, bầu hoặc phê chuẩn theo thẩm quyền và một số vấn đề quan trọng khác. | [ 7 ]  |
| Ba                     | 05-08/07/2021    | 4 ngày    | Thảo luận, quyết định một số vấn đề quan trọng như: Kế hoạch phát triển kinh tế - xã hội giai đoạn 5 năm 2021-2025; xem xét, ban hành quy chế làm việc của Ban Chấp hành Trung ương, Bộ Chính trị, Ban Bí thư và quy chế làm việc của Ủy ban Kiểm tra Trung ương nhiệm kỳ khóa XIII; quy định thi hành Điều lệ Đảng và Quy định về công tác kiểm tra, giám sát, kỷ luật của Đảng nhiệm kỳ khóa XIII. Tiếp tục kiện toàn nhân sự các chức danh lãnh đạo của các cơ quan Nhà nước nhiệm kỳ Quốc hội khóa XV để Quốc hội bầu hoặc phê chuẩn tại kỳ họp thứ nhất, Quốc hội khóa XV. Quyết định thi hành kỷ luật ông Vũ Huy Hoàng bằng hình thức khai trừ ra khỏi Đảng và ông Trần Văn Nam bằng hình thức cách chức tất cả chức vụ trong Đảng. | [ 8 ]  |
| Tư                     | 04-07/10/2021    | 4 ngày    | Thảo luận, cho ý kiến về: Tình hình phòng, chống đại dịch COVID-19 và quan điểm, chủ trương về phòng, chống dịch trong tình hình mới; tình hình kinh tế - xã hội năm 2021, dự kiến Kế hoạch phát triển kinh tế - xã hội năm 2022; tình hình thực hiện ngân sách nhà nước năm 2021, dự toán ngân sách nhà nước năm 2022 và Kế hoạch tài chính - ngân sách nhà nước 3 năm 2022 - 2024; chủ trương lùi thời điểm thực hiện cải cách chính sách tiền lương theo Nghị quyết số 27-NQ/TW của Hội nghị Trung ương 7 khóa XII; tiếp tục đẩy mạnh xây dựng, chỉnh đốn Đảng, ngăn chặn, đẩy lùi sự suy thoái về tư tưởng chính trị, đạo đức, lối sống, những biểu hiện "tự diễn biến", "tự chuyển hóa" trong nội bộ; sửa đổi, bổ sung Quy định số 47-QĐ/TW, ngày 01/11/2011 của Ban Chấp hành Trung ương về những điều đảng viên không được làm; một số vấn đề quan trọng khác. | [ 9 ]  |
| Năm                    | 04-10/05/2022    | 6 ngày    | Thảo luận cho ý kiến và quyết định về các nội dung: (1) Tổng kết 10 năm thực hiện Nghị quyết Hội nghị Trung ương 6 khóa XI về tiếp tục đổi mới chính sách, pháp luật về đất đai trong thời kỳ đẩy mạnh toàn diện công cuộc đổi mới. (2) Tổng kết 15 năm thực hiện Nghị quyết Hội nghị Trung ương 7 khóa X về nông nghiệp, nông dân, nông thôn. (3) Tổng kết 20 năm thực hiện Nghị quyết Hội nghị Trung ương 5 khóa IX về tiếp tục đổi mới, phát triển và nâng cao hiệu quả kinh tế tập thể. (4) Đề án xây dựng tổ chức cơ sở đảng và đảng viên. (5) Đề án thành lập Ban Chỉ đạo cấp tỉnh về phòng, chống tham nhũng, tiêu cực. (6) Báo cáo kiểm điểm sự lãnh đạo, chỉ đạo của Bộ Chính trị, Ban Bí thư năm 2021; và một số vấn đề quan trọng khác. | [ 10 ] |
| Bất thường (lần 1)     | 06/06/2022       | 0,5 ngày  | Xem xét, thi hành kỉ luật Khai trừ ra khỏi Đảng đối với ông Chu Ngọc Anh, Ủy viên Trung ương Đảng, Phó Bí thư Thành ủy, Bí thư Ban cán sự Đảng, Chủ tịch Ủy ban nhân dân thành phố Hà Nội, nguyên Bí thư Ban cán sự Đảng, nguyên Bộ trưởng Bộ Khoa học và Công nghệ; và ông Nguyễn Thanh Long, Ủy viên Trung ương Đảng, Bí thư Ban cán sự Đảng, Bộ trưởng Bộ Y tế. | [ 11 ] |
| Sáu                    | 03-09/10/2022    | 7 ngày    | Xem xét, thảo luận, cho ý kiến về tình hình kinh tế - xã hội, ngân sách nhà nước năm 2022, dự kiến kế hoạch phát triển kinh tế - xã hội, dự toán ngân sách nhà nước năm 2023 và kế hoạch tài chính - ngân sách nhà nước ba năm 2023-2025; định hướng Quy hoạch tổng thể quốc gia thời kỳ 2021-2030, tầm nhìn đến năm 2050; tiếp tục đẩy mạnh công nghiệp hóa, hiện đại hóa đất nước đến năm 2030, tầm nhìn đến năm 2045; tiếp tục xây dựng và hoàn thiện Nhà nước pháp quyền xã hội chủ nghĩa Việt Nam trong giai đoạn mới; tổng kết 15 năm thực hiện Nghị quyết Trung ương 5 khóa X về tiếp tục đổi mới phương thức lãnh đạo của Đảng đối với hoạt động của hệ thống chính trị và biểu quyết, thống nhất để ba Ủy viên Trung ương Đảng gồm ông Nguyễn Thành Phong, Bùi Nhật Quang và Huỳnh Tấn Việt thôi tham gia Ban Chấp hành Trung ương Đảng khoá XIII, khai trừ ra khỏi Đảng đối với ông Phạm Xuân Thăng. | [ 12 ] |
| Bất thường (lần 2)     | 30/12/2022       | 0,5 ngày  | Biểu quyết, thống nhất để các nhân sự sau thôi giữ chức vụ: ông Phạm Bình Minh thôi giữ chức vụ Uỷ viên Bộ Chính trị, Uỷ viên Trung ương Đảng khoá XIII, ông Vũ Đức Đam thôi giữ chức vụ Uỷ viên Trung ương Đảng khoá XIII. Cho ý kiến về 2 nhân sự để Bộ Chính trị quyết định giới thiệu Quốc hội khoá XV phê chuẩn chức danh Phó Thủ tướng Chính phủ nhiệm kỳ 2021 - 2026 theo quy định. Quyết định thi hành kỷ luật khai trừ ra khỏi Đảng đối với ông Trần Đình Thành, nguyên Ủy viên Trung ương Đảng, nguyên Bí thư Tỉnh ủy, nguyên Chủ tịch Hội đồng nhân dân tỉnh Đồng Nai. | [ 13 ] |
| Bất thường (lần 3)     | 17/01/2023       | 0,5 ngày  | Đồng ý về việc cho thôi giữ các chức vụ, nghỉ công tác và nghỉ hưu của ông Nguyễn Xuân Phúc, Ủy viên Bộ Chính trị, Ủy viên Ban Chấp hành Trung ương Đảng khóa XIII, Chủ tịch nước Cộng hòa xã hội chủ nghĩa Việt Nam, Chủ tịch Hội đồng Quốc phòng và an ninh nhiệm kỳ 2021 - 2026. | [ 14 ] |
| Bất thường (lần 4)     | 01/03/2023       | 1 ngày    | Quyết định giới thiệu nhân sự để bầu giữ chức Chủ tịch nước nhiệm kỳ 2021-2026, bầu bổ sung ba ủy viên Ủy ban Kiểm tra Trung ương gồm các ông Nguyễn Mạnh Hùng, Vụ trưởng Vụ Địa bàn I, Cơ quan Ủy ban Kiểm tra Trung ương; Đinh Hữu Thành, Ủy viên Ban Thường vụ Tỉnh ủy, Chủ nhiệm Ủy ban Kiểm tra Tỉnh ủy Quảng Bình; Lê Văn Thành, Ủy viên Ban Thường vụ Thành ủy, Chủ nhiệm Ủy ban Kiểm tra Thành ủy Cần Thơ. | [ 15 ] |
| Bảy (Giữa nhiệm kỳ)    | 15-17/05/2023    | 3 ngày    | Cho ý kiến về các nội dung: Báo cáo kiểm điểm sự lãnh đạo, chỉ đạo của Bộ Chính trị, Ban Bí thư giữa nhiệm kỳ và một số nhiệm vụ trọng tâm đến hết nhiệm kỳ Đại hội XIII của Đảng; lấy phiếu tín nhiệm của Ban Chấp hành Trung ương đối với các Ủy viên Bộ Chính trị, Ban Bí thư khóa XIII; thống nhất để ông Nguyễn Phú Cường, Chủ nhiệm Ủy ban Tài chính - Ngân sách của Quốc hội được thôi chức Ủy viên Trung ương khóa XIII; thi hành kỷ luật khai trừ ra khỏi Đảng đối với ông Nguyễn Văn Vịnh - nguyên Ủy viên Trung ương Đảng, nguyên Bí thư Tỉnh ủy, nguyên Chủ tịch UBND tỉnh Lào Cai. | [ 16 ] |
| Tám                    | 02-08/10/2023    | 7 ngày    | Bàn và cho ý kiến kết luận về các vấn đề sau: Tình hình kinh tế - xã hội, ngân sách Nhà nước năm 2023, kế hoạch năm 2024; Kế hoạch tài chính - ngân sách Nhà nước 3 năm 2024 - 2026 và lộ trình thực hiện chế độ tiền lương mới; Tổng kết 10 năm thực hiện Nghị quyết Trung ương 5 khoá XI về một số vấn đề chính sách xã hội giai đoạn 2012 – 2020; Tổng kết 20 năm thực hiện Nghị quyết Trung ương 7 khoá IX về phát huy sức mạnh đại đoàn kết toàn dân tộc vì dân giàu, nước mạnh, xã hội công bằng, dân chủ, văn minh; Tổng kết 15 năm thực hiện Nghị quyết Trung ương 7 khoá X về xây dựng đội ngũ trí thức trong thời kỳ đẩy mạnh công nghiệp hoá, hiện đại hoá đất nước; Tổng kết 10 năm thực hiện Nghị quyết Trung ương 8 khoá XI về Chiến lược bảo vệ Tổ quốc trong tình hình mới; Quy hoạch Ban Chấp hành Trung ương Đảng khoá XIV; biểu quyết, thống nhất để ông Điểu K'ré, Phó Bí thư thường trực Tỉnh ủy Đắk Nông, thôi giữ chức vụ ủy viên Trung ương Đảng khóa XIII; quyết định thi hành kỷ luật cách chức tất cả các chức vụ trong Đảng đối với ông Lê Đức Thọ, Bí thư Tỉnh ủy Bến Tre và ông Trịnh Văn Chiến, nguyên Bí thư Tỉnh ủy Thanh Hóa. Bầu bổ sung ông Lê Hoài Trung giữ chức Ủy viên Ban Bí thư Trung ương Đảng khóa XIII. Bầu bổ sung Ủy viên Ủy ban Kiểm tra Trung ương khóa XIII, gồm các ông Đào Thế Hoằng - Vụ trưởng Vụ Địa bàn VI; ông Lê Nguyễn Nam Ninh - Vụ trưởng Vụ Nghiên cứu và Thiếu tướng Vũ Hồng Văn - Cục trưởng Cục An ninh chính trị nội bộ, Bộ Công an. Thành lập 5 Tiểu ban chuẩn bị Đại hội XIV của Đảng, bao gồm: Tiểu ban Văn kiện, Tiểu ban Kinh tế - Xã hội, Tiểu ban Nhân sự, Tiểu ban Điều lệ Đảng, Tiểu ban Tổ chức phục vụ Đại hội. | [ 17 ] |
| Bất thường (lần 5)     | 31/01/2024       | 0,5 ngày  | Xem xét, thi hành kỉ luật Khai trừ ra khỏi Đảng ông Trần Đức Quận, Uỷ viên Trung ương Đảng, Bí thư Tỉnh ủy Lâm Đồng và ông Nguyễn Nhân Chiến, nguyên ủy viên Trung ương Đảng, Bí thư Tỉnh ủy Bắc Ninh, nguyên Bí thư Ban cán sự Đảng, Chủ tịch UBND tỉnh. Đồng ý về việc cho thôi giữ các chức vụ, nghỉ công tác và nghỉ hưu của ông Trần Tuấn Anh, Ủy viên Bộ Chính trị, Ủy viên Ban Chấp hành Trung ương Đảng khóa XIII, Trưởng Ban kinh tế Trung ương và ông Phan Việt Cường, Ủy viên Ban Chấp hành Trung ương Đảng khóa XIII, Bí thư Tỉnh ủy Quảng Nam. | [ 18 ] |
| Bất thường (lần 6)     | 20/03/2024       | 0,5 ngày  | Đồng ý về việc cho thôi giữ các chức vụ, nghỉ công tác của ông Võ Văn Thưởng, Ủy viên Bộ Chính trị, Ủy viên Ban Chấp hành Trung ương Đảng khóa XIII, Chủ tịch nước Cộng hòa xã hội chủ nghĩa Việt Nam, Chủ tịch Hội đồng Quốc phòng và An ninh nhiệm kỳ 2021-2026. Quyết định, thi hành kỉ luật Khai trừ ra khỏi Đảng bà Hoàng Thị Thúy Lan - Ủy viên Ban Chấp hành Trung ương Đảng khóa XIII, nguyên Bí thư Tỉnh ủy, nguyên Chủ tịch HĐND tỉnh Vĩnh Phúc. | [ 19 ] |
| Bất thường (lần 7)     | 26/04/2024       | 0,5 ngày  | Đồng ý về việc cho thôi giữ các chức vụ, nghỉ công tác của ông Vương Đình Huệ, Ủy viên Bộ Chính trị, Ủy viên Ban Chấp hành Trung ương Đảng khóa XIII, Chủ tịch Quốc hội nước Cộng hòa xã hội chủ nghĩa Việt Nam khóa XV, nhiệm kỳ 2021-2026. Quyết định thi hành kỷ luật ông Lê Viết Chữ - nguyên Ủy viên Trung ương Đảng khóa XII, nguyên Bí thư Tỉnh ủy Quảng Ngãi bằng hình thức Khai trừ ra khỏi Đảng. | [ 20 ] |
| Chín                   | 16-18/05/2024    | 3 ngày    | Bàn các nội dung: Đề cương các văn kiện trình Đại hội XIV của Đảng; chuẩn bị cho việc chỉ đạo tiến hành đại hội đảng bộ các cấp tiến tới Đại hội XIV của Đảng. Báo cáo Ban Chấp hành Trung ương Đảng về việc Bộ Chính trị đã quyết định phân công Đại tướng Lương Cường tham gia Ban Bí thư và giữ chức vụ Thường trực Ban Bí thư; ông Lê Minh Hưng giữ chức vụ Trưởng ban Tổ chức Trung ương, Chánh Văn phòng Trung ương Đảng. Đồng ý về việc cho thôi giữ các chức vụ, nghỉ công tác của bà Trương Thị Mai, Ủy viên Bộ Chính trị, Ủy viên Ban Chấp hành Trung ương Đảng khóa XIII. Quyết định giới thiệu nhân sự để Quốc hội khóa XV bầu giữ chức Chủ tịch nước và Chủ tịch Quốc hội. Bầu bổ sung 4 Ủy viên Bộ Chính trị khóa XIII: Lê Minh Hưng, Nguyễn Trọng Nghĩa, Bùi Thị Minh Hoài, Đỗ Văn Chiến. Quyết định thi hành kỷ luật ông Lê Thanh Hải bằng hình thức Cách chức tất cả các chức vụ trong Đảng; thi hành kỷ luật ông Dương Văn Thái và Mai Tiến Dũng bằng hình thức Khai trừ ra khỏi Đảng. | [ 21 ] |
| Bất thường (lần 8)     | 21/06/2024       | 0,5 ngày  | Đồng ý để ông Đinh Tiến Dũng thôi giữ chức vụ Ủy viên Bộ Chính trị, Ủy viên Ban Chấp hành Trung ương Đảng khóa XIII. Cho ý kiến về nhân sự để Bộ Chính trị quyết định giới thiệu Quốc hội khóa XV bầu giữ chức Ủy viên Ủy ban Thường vụ Quốc hội khóa XV, nhiệm kỳ 2021 - 2026. | [ 22 ] |
| Bất thường (lần 9)     | 03/08/2024       | 1 ngày    | Bầu ông Tô Lâm - Ủy viên Bộ Chính trị, Chủ tịch nước Cộng hòa xã hội Chủ nghĩa Việt Nam làm Tổng Bí thư Ban Chấp hành Trung ương Đảng Cộng sản Việt Nam khóa XIII. Đồng ý để ông Lê Minh Khái thôi giữ chức vụ: Bí thư Trung ương Đảng, Uỷ viên Ban Chấp hành Trung ương Đảng khoá XIII; đồng ý để các ông: Đặng Quốc Khánh, Nguyễn Xuân Ký, Chẩu Văn Lâm thôi giữ chức Uỷ viên Trung ương Đảng khoá XIII. | [ 23 ] |
| Bất thường (lần 10)    | 16/08/2024       | 1 ngày    | Giới thiệu nhân sự kiện toàn lãnh đạo một số cơ quan nhà nước nhiệm kỳ 2021 - 2026 theo quy định. Bầu bổ sung Uỷ viên Bộ Chính trị đối với Thượng tướng Lương Tam Quang, Bộ trưởng Bộ Công an; bầu bổ sung Uỷ viên Ban Bí thư gồm: Nguyễn Duy Ngọc; Thượng tướng Trịnh Văn Quyết; Lê Minh Trí. | [ 24 ] |
| Mười                   | 18-20/09/2024    | 3 ngày    | Thảo luận, cho ý kiến về 10 nội dung thuộc hai nhóm vấn đề chiến lược và một số việc cụ thể. Về công tác chuẩn bị Đại hội XIV của Đảng có 3 vấn đề: Báo cáo chính trị là trung tâm; Tổng kết 40 năm đổi mới là báo cáo quan trọng để chắt lọc tinh hoa đưa vào Văn kiện Đại hội XIV; Báo cáo chiến lược phát triển kinh tế - xã hội, Báo cáo công tác xây dựng Đảng và thi hành điều lệ Đảng là các báo cáo chuyên đề. Báo cáo tổng kết công tác nhân sự Ban Chấp hành Trung ương Đảng khóa XIII và xây dựng phương hướng nhân sự Ban Chấp hành Trung ương Đảng khóa XIV là cơ sở cho việc chuẩn bị nhân sự tham gia Ban Chấp hành trung ương, Bộ chính trị, Ban bí thư, Ủy ban Kiểm tra Trung ương khóa XIV và nhân sự lãnh đạo chủ chốt các cơ quan Đảng, nhà nước nhiệm kỳ 2026-2031. Thảo luận, cho ý kiến đánh giá kết quả đã đạt được, những hạn chế vướng mắc, những đề xuất phương hướng nhiệm vụ giải pháp xây dựng Đảng nhiệm kỳ khóa XIV về công tác xây dựng Đảng và thi hành điều lệ Đảng. Bầu bổ sung 2 ủy viên Ủy ban Kiểm tra Trung ương, gồm ông Hà Quốc Trị và ông Đinh Văn Cường. Ghi phiếu giới thiệu nhân sự quy hoạch Bộ Chính trị, Ban Bí thư khóa XIV, nhiệm kỳ 2026 - 2031 và bổ sung quy hoạch Ban Chấp hành Trung ương Đảng khóa XIV, nhiệm kỳ 2026 - 2031. Thảo luận, cho ý kiến về chủ trương đối với đề án thành lập thành phố Huế trực thuộc Trung ương. | [ 25 ] |
| Bất thường (lần 11)    | 25/11/2024       | 0,5 ngày  | Về tổng kết thực hiện Nghị quyết số 18-NQ/TW, ngày 25/10/2017 của Ban Chấp hành Trung ương Đảng khoá XII "Một số vấn đề về tiếp tục đổi mới, sắp xếp tổ chức bộ máy của hệ thống chính trị tinh gọn, hoạt động hiệu lực, hiệu quả": Ban Chấp hành Trung ương Đảng khoá XIII xác định đây là nhiệm vụ đặc biệt quan trọng, là cuộc cách mạng về tinh gọn tổ chức bộ máy của hệ thống chính trị, cần thống nhất rất cao về nhận thức và hành động trong toàn Đảng và toàn hệ thống chính trị. Ban Chấp hành Trung ương Đảng đã cơ bản thống nhất nguyên tắc, mục tiêu, yêu cầu, tiến độ tổng kết Nghị quyết số 18-NQ/TW và một số nội dung gợi ý, định hướng để các cấp uỷ, tổ chức đảng, cơ quan, đơn vị trực thuộc Trung ương nghiên cứu, đề xuất sắp xếp, hoàn thiện tổ chức bộ máy tinh gọn, hoạt động hiệu lực, hiệu quả. Giao Bộ Chính trị, Ban Chỉ đạo Trung ương về tổng kết Nghị quyết số 18-NQ/TW: (1) Quyết định sắp xếp theo thẩm quyền đối với những cơ quan, tổ chức đã có phương án sắp xếp, chuẩn bị kỹ lưỡng. (2) Chỉ đạo xây dựng Báo cáo tổng kết; đề xuất nhiệm vụ, giải pháp đổi mới, sắp xếp tổ chức bộ máy của hệ thống chính trị tinh gọn, hoạt động hiệu lực, hiệu quả, trình Ban Chấp hành Trung ương Đảng khoá XIII thông qua. Ban Chấp hành Trung ương Đảng cơ bản thống nhất chủ trương tái khởi động Dự án điện hạt nhân Ninh Thuận và tiếp tục nghiên cứu Chương trình điện hạt nhân tại Việt Nam nhằm bảo đảm vững chắc an ninh năng lượng quốc gia, đáp ứng mục tiêu phát triển kinh tế - xã hội, tăng cường tiềm lực khoa học, công nghệ và phát triển bền vững đất nước. Giao Bộ Chính trị chỉ đạo các cơ quan, địa phương có liên quan nghiên cứu, xây dựng Đề án phát triển điện hạt nhân tại Việt Nam trong thời gian tới; trước mắt tiếp tục nghiên cứu Dự án Nhà máy điện hạt nhân Ninh Thuận, báo cáo cấp có thẩm quyền xem xét, quyết định. Cho ý kiến về nhân sự để Bộ Chính trị quyết định giới thiệu Quốc hội khoá XV phê chuẩn chức danh Bộ trưởng Bộ Tài chính, Bộ trưởng Bộ Giao thông vận tải; bầu Uỷ viên Uỷ ban Thường vụ, Tổng Thư ký Quốc hội, Chủ nhiệm Văn phòng Quốc hội. Ban Chấp hành Trung ương Đảng quyết định thi hành kỷ luật các ông Phạm Văn Vọng, Ngô Đức Vượng, Nguyễn Doãn Khánh bằng hình thức Khai trừ ra khỏi Đảng. Đồng ý để các ông: Bùi Văn Cường, Nguyễn Văn Thể thôi giữ chức Uỷ viên Trung ương Đảng khoá XIII. | [ 26 ] |
| Bất thường (lần 12)    | 23-24/1/2025     | 1,5 ngày  | Thống nhất cao với Báo cáo tổng kết Nghị quyết 18-NQ/TW và phương án sắp xếp tinh gọn tổ chức bộ máy của hệ thống chính trị. Bộ Chính trị xác định sắp xếp tinh gọn tổ chức bộ máy của hệ thống chính trị đảm bảo hiệu năng, hiệu lực, hiệu quả là một cuộc cách mạng. Thống nhất với các Đề án bổ sung phát triển kinh tế - xã hội năm 2025 với mục tiêu tăng trưởng đạt 8% trở lên và tăng trưởng giai đoạn 2026 - 2030 liên tục đạt 2 con số. Đồng ý với phương án của Bộ Chính trị về giới thiệu, bố trí cán bộ các cơ quan sau khi sắp xếp, kiện toàn tổ chức bộ máy mới. Trung ương cũng đã thống nhất với báo cáo kiểm điểm sự chỉ đạo, điều hành của Bộ Chính trị, Ban Bí thư năm 2024. Thống nhất để ông Trần Cẩm Tú thôi giữ chức Chủ nhiệm Ủy ban Kiểm tra Trung ương để tập trung thực hiện nhiệm vụ Thường trực Ban Bí thư. Bầu bổ sung 3 Ủy viên Ủy ban Kiểm tra Trung ương khóa XIII, gồm các đồng chí: Nguyễn Duy Ngọc, Nguyễn Hồng Lĩnh, Đoàn Anh Dũng. Bầu ông Nguyễn Duy Ngọc giữ chức Chủ nhiệm Ủy ban Kiểm tra Trung ương. Bầu bổ sung ông Nguyễn Duy Ngọc giữ chức Ủy viên Bộ Chính trị khóa XIII; ông Trần Lưu Quang giữ chức Ủy viên Ban Bí thư khóa XIII. Đồng ý để ông Dương Văn An thôi giữ chức Ủy viên Ban Chấp hành Trung ương Đảng khóa XIII. | [ 27 ] |
| Mười một               | 10-12/4/2025     | 3 ngày    | Thảo luận, cho ý kiến đối với các nội dung tập trung vào hai nhóm vấn đề chính: Nhóm vấn đề về tiếp tục sắp xếp tổ chức bộ máy của hệ thống chính trị, sắp xếp đơn vị hành chính và tổ chức chính quyền địa phương hai cấp. Nhóm vấn đề về tiếp tục chuẩn bị cho Đại hội lần thứ XIV của Đảng và bầu cử đại biểu Quốc hội khóa 16, Hội đồng nhân dân các cấp nhiệm kỳ 2026-2031. Thống nhất cao chủ trương tổ chức chính quyền địa phương 2 cấp: cấp tỉnh (tỉnh, thành phố trực thuộc Trung ương), cấp xã (xã, phường, đặc khu trực thuộc tỉnh, thành phố). Số lượng đơn vị hành chính cấp tỉnh sau sáp nhập là 34 tỉnh, thành phố (28 tỉnh và 6 thành phố trực thuộc Trung ương) với tên gọi và trung tâm hành chính-chính trị xác định theo các nguyên tắc nêu tại các tờ trình và đề án. Kết thúc hoạt động của đơn vị hành chính cấp huyện sau khi Quốc hội quyết nghị sửa đổi, bổ sung một số điều của Hiến pháp năm 2013 và Luật Tổ chức chính quyền địa phương năm 2025 (sửa đổi); sáp nhập đơn vị hành chính cấp xã bảo đảm cả nước giảm khoảng 60-70% số lượng đơn vị hành chính cấp xã hiện nay. Thống nhất chủ trương sắp xếp, tinh gọn, hợp nhất cơ quan Mặt trận Tổ quốc Việt Nam, các tổ chức chính trị-xã hội, các hội quần chúng do Đảng, Nhà nước giao nhiệm vụ ở cấp Trung ương, cấp tỉnh và cấp xã nêu tại Tờ trình và Đề án của Đảng ủy Mặt trận Tổ quốc Việt Nam, các đoàn thể Trung ương; chủ trương kết thúc hoạt động của công đoàn viên chức, công đoàn lực lượng vũ trang, giảm mức đóng góp công đoàn phí của cán bộ, công chức, viên chức và người lao động. Đồng ý chủ trương tiếp tục sắp xếp, tinh gọn bộ máy Tòa án nhân dân, Viện Kiểm sát nhân dân; kết thúc hoạt động của Tòa án Nhân dân, Viện Kiểm sát Nhân dân cấp cao và cấp huyện; xác lập hệ thống tổ chức Tòa án Nhân dân, Viện Kiểm sát Nhân dân có 3 cấp. Cơ bản thống nhất, thông qua dự thảo Phương hướng công tác nhân sự Ban Chấp hành Trung ương Đảng khóa XIV; bổ sung nhân sự quy hoạch Ban Chấp hành Trung ương Đảng khóa XIV; các nội dung sửa đổi, bổ sung Quy định của Ban Chấp hành Trung ương về thi hành Điều lệ Đảng; Quy định về công tác kiểm tra, giám sát và kỷ luật của Đảng; các nội dung sửa đổi, bổ sung Chỉ thị số 35-CT/TW ngày 14/6/2024 và Kết luận số 118-KL/TW ngày 18/1/2025 của Bộ Chính trị về đại hội đảng bộ các cấp tiến tới Đại hội đại biểu toàn quốc lần thứ XIV của Đảng; Phương hướng bầu cử đại biểu Quốc hội khóa XVI, đại biểu Hội đồng nhân dân các cấp nhiệm kỳ 2026 - 2031.Nghe báo cáo về tình hình đất nước, tình hình thế giới và khu vực; những công việc quan trọng Bộ Chính trị, Ban Bí thư đã giải quyết từ sau Hội nghị Trung ương 10 đến nay; các chuyên đề về hoàn thiện thể chế, về đột phá phát triển khoa học, công nghệ, đổi mới sáng tạo và chuyển đổi số quốc gia. Đồng ý để ông Nguyễn Văn Hiếu thôi giữ chức Ủy viên dự khuyết Trung ương Đảng khóa XIII. Xem xét, quyết định thi hành kỷ luật ông Trương Hòa Bình bằng hình thức Cách chức tất cả các chức vụ trong Đảng. | [ 28 ] |
| Mười hai               | 18-19/7/2025     | 2 ngày    | Thống nhất cơ bản về phương hướng công tác nhân sự Đại hội đại biểu toàn quốc lần thứ XIV của Đảng bao gồm định hướng phân bổ cơ cấu, số lượng Ủy viên Trung ương Đảng chính thức khóa 14; Tiêu chuẩn, cơ cấu, số lượng và nguyên tắc phân bổ đại biểu dự Đại hội đại biểu toàn quốc lần thứ 14 của Đảng; cho ý kiến về nhân sự bổ sung quy hoạch Bộ Chính trị, Ban Bí thư khóa 14 nhiệm kỳ 2026 - 2031. Đồng ý chủ trương hợp nhất 3 Báo cáo gồm: Báo cáo chính trị, Báo cáo kinh tế - xã hội, Báo cáo về tổng kết xây dựng Đảng và thi hành Điều lệ Đảng (nội dung công tác xây dựng Đảng); thông qua nội dung cơ bản dự thảo các văn kiện trình Đại hội 14. Thống nhất các nội dung đề xuất của Đảng ủy Chính phủ về một số nội dung sửa đổi, bổ sung các nghị quyết, kết luận của Trung ương. Thi hành kỷ luật bằng hình thức Cách chức tất cả các chức vụ trong Đảng đối với các ông: Nguyễn Xuân Phúc, Võ Văn Thưởng, Vương Đình Huệ, Lê Minh Khái; khai trừ ra khỏi Đảng đối với bà Nguyễn Thị Kim Tiến. Đồng ý để ông Đỗ Đức Duy thôi giữ chức Ủy viên Ban Chấp hành Trung ương Đảng khóa 13 và ông Võ Chí Công thôi giữ chức Ủy viên dự khuyết Ban Chấp hành Trung ương Đảng khóa 13. Cho ý kiến về nhân sự để Bộ Chính trị quyết định giới thiệu Quốc hội khóa XV phê chuẩn giữ chức Bộ trưởng Bộ Nông nghiệp và Môi trường nhiệm kỳ 2021 - 2026. | [ 29 ] |

## Các ban Đảng Trung ương
| Các Ban Đảng Trung ương                                                                                 | Chức vụ         | Lãnh đạo            | Kiêm nhiệm                                                             | Nhiệm kỳ                             | Nguồn  |
| --- | --------------- | ------------------- | ---------------------------------------------------------------------- | ------------------------------------ | ------ |
| Ban Tổ chức Trung ương                                                                                  | Trưởng ban      | Phạm Minh Chính     | Ủy viên Bộ Chính trị (khoá XII, XIII), Bí thư Trung ương Đảng khoá XII | 5/2/2016-8/4/2021 5 năm, 62 ngày     | [ 30 ] |
| Ban Tổ chức Trung ương                                                                                  | Trưởng ban      | Trương Thị Mai      | Ủy viên Bộ Chính trị, Bí thư Trung ương Đảng                           | 8/4/2021-15/5/2024 3 năm, 37 ngày    | [ 31 ] |
| Ban Tổ chức Trung ương                                                                                  | Trưởng ban      | Lê Minh Hưng        | Ủy viên Bộ Chính trị, Bí thư Trung ương Đảng                           | 16/5/2024-nay 1 năm, 80 ngày         | [ 32 ] |
| Ủy ban Kiểm tra Trung ương                                                                              | Chủ nhiệm       | Trần Cẩm Tú         | Ủy viên Bộ Chính trị, Bí thư Trung ương Đảng                           | 9/5/2018-23/1/2025 6 năm, 259 ngày   | [ 33 ] |
| Ủy ban Kiểm tra Trung ương                                                                              | Chủ nhiệm       | Nguyễn Duy Ngọc     | Ủy viên Bộ Chính trị, Bí thư Trung ương Đảng                           | 23/1/2025-nay 193 ngày               | [ 34 ] |
| Ban Tuyên giáo và Dân vận Trung ương (thành lập từ Ban Tuyên giáo Trung ương ngày 3/2/2025)             | Trưởng ban      | Võ Văn Thưởng       | Ủy viên Bộ Chính trị, Bí thư Trung ương Đảng                           | 5/2/2016-19/2/2021 5 năm, 14 ngày    | [ 35 ] |
| Ban Tuyên giáo và Dân vận Trung ương (thành lập từ Ban Tuyên giáo Trung ương ngày 3/2/2025)             | Trưởng ban      | Nguyễn Trọng Nghĩa  | Ủy viên Bộ Chính trị, Bí thư Trung ương Đảng                           | 19/2/2021-nay 4 năm, 166 ngày        | [ 36 ] |
| Hội đồng Lý luận Trung ương                                                                             | Chủ tịch        | Nguyễn Xuân Thắng   | Uỷ viên Bộ Chính trị                                                   | 2/3/2018-nay 7 năm, 155 ngày         | [ 37 ] |
| Ban Dân vận Trung ương (đã chấm dứt hoạt động, hợp nhất với Ban Tuyên giáo Trung ương từ ngày 3/2/2025) | Trưởng ban      | Trương Thị Mai      | Ủy viên Bộ Chính trị, Bí thư Trung ương Đảng                           | 4/2/2016-8/4/2021 5 năm, 63 ngày     | [ 38 ] |
| Ban Dân vận Trung ương (đã chấm dứt hoạt động, hợp nhất với Ban Tuyên giáo Trung ương từ ngày 3/2/2025) | Trưởng ban      | Bùi Thị Minh Hoài   | Ủy viên Bộ Chính trị, Bí thư Trung ương Đảng                           | 8/4/2021-17/7/2024 3 năm, 100 ngày   | [ 39 ] |
| Ban Dân vận Trung ương (đã chấm dứt hoạt động, hợp nhất với Ban Tuyên giáo Trung ương từ ngày 3/2/2025) | Trưởng ban      | Mai Văn Chính       | Ủy viên Trung ương Đảng                                                | 16/8/2024-3/2/2025 353 ngày          | [ 40 ] |
| Văn phòng Trung ương Đảng                                                                               | Chánh Văn phòng | Lê Minh Hưng        | Ủy viên Bộ Chính trị, Bí thư Trung ương Đảng                           | 15/10/2020-3/6/2024 3 năm, 232 ngày  | [ 41 ] |
| Văn phòng Trung ương Đảng                                                                               | Chánh Văn phòng | Nguyễn Duy Ngọc     | Ủy viên Bộ Chính trị, Bí thư Trung ương Đảng                           | 3/6/2024-3/2/2025 245 ngày           | [ 42 ] |
| Văn phòng Trung ương Đảng                                                                               | Chánh Văn phòng | Lê Hoài Trung       | Bí thư Trung ương Đảng                                                 | 3/2/2025-nay 182 ngày                |        |
| Ban Nội chính Trung ương                                                                                | Trưởng ban      | Phan Đình Trạc      | Ủy viên Bộ Chính trị, Bí thư Trung ương Đảng                           | 29/2/2016-nay 9 năm, 157 ngày        | [ 43 ] |
| Ban Đối ngoại Trung ương (đã chấm dứt hoạt động từ ngày 3/2/2025)                                       | Trưởng ban      | Hoàng Bình Quân     | Ủy viên Trung ương Đảng khoá XII                                       | 25/6/2009-18/3/2021 11 năm, 266 ngày | [ 44 ] |
| Ban Đối ngoại Trung ương (đã chấm dứt hoạt động từ ngày 3/2/2025)                                       | Trưởng ban      | Lê Hoài Trung       | Bí thư Trung ương Đảng                                                 | 18/3/2021-3/2/2025 3 năm, 322 ngày   | [ 45 ] |
| Ban Chính sách, chiến lược Trung ương (Ban Kinh tế Trung ương trước ngày 3/2/2025)                      | Trưởng ban      | Nguyễn Văn Bình     | Ủy viên Bộ Chính trị, Bí thư Trung ương Đảng khoá XII                  | 11/4/2016-5/2/2021 4 năm, 300 ngày   | [ 46 ] |
| Ban Chính sách, chiến lược Trung ương (Ban Kinh tế Trung ương trước ngày 3/2/2025)                      | Trưởng ban      | Trần Tuấn Anh       | Uỷ viên Bộ Chính trị                                                   | 5/2/2021-31/1/2024 2 năm, 360 ngày   | [ 47 ] |
| Ban Chính sách, chiến lược Trung ương (Ban Kinh tế Trung ương trước ngày 3/2/2025)                      | Trưởng ban      | Trần Lưu Quang      | Bí thư Trung ương Đảng                                                 | 16/8/2024-nay 353 ngày               |        |
| Báo Nhân dân                                                                                            | Tổng Biên tập   | Thuận Hữu           | Ủy viên Trung ương Đảng khóa XII                                       | 8/2/2011-19/5/2021 9 năm, 33 ngày    | [ 48 ] |
| Báo Nhân dân                                                                                            | Tổng Biên tập   | Lê Quốc Minh        | Ủy viên Trung ương Đảng                                                | 20/5/2021-nay 4 năm, 76 ngày         | [ 49 ] |
| Ban Bảo vệ, Chăm sóc sức khỏe cán bộ Trung ương                                                         | Trưởng ban      | Nguyễn Thị Kim Tiến |                                                                        | 5/7/2019-19/11/2021 2 năm, 137 ngày  | [ 50 ] |
| Ban Bảo vệ, Chăm sóc sức khỏe cán bộ Trung ương                                                         | Trưởng ban      | Nguyễn Thanh Long   | Ủy viên Trung ương Đảng                                                | 11/12/2021-6/6/2022 177 ngày         | [ 51 ] |

## Đảng bộ trực thuộc Trung ương
| Đảng bộ trực thuộc | Chức vụ                                     | Lãnh đạo            | Kiêm nhiệm                                                                | Nhiệm kỳ                             | Nguồn  |
| --- | ------------------------------------------- | ------------------- | ------------------------------------------------------------------------- | ------------------------------------ | ------ |
| Quân ủy Trung ương | Bí thư Quân ủy Trung ương                   | Nguyễn Phú Trọng    | Tổng Bí thư                                                               | 19/1/2011-19/7/2024 13 năm, 182 ngày | [ 52 ] |
| Quân ủy Trung ương | Bí thư Quân ủy Trung ương                   | Tô Lâm              | Tổng Bí thư                                                               | 03/8/2024-nay 1 năm, 1 ngày          |        |
| Đảng ủy Công an Trung ương | Bí thư Đảng ủy Công an Trung ương           | Tô Lâm              | Ủy viên Bộ Chính trị Bộ trưởng Bộ Công an                                 | 4/5/2016-11/6/2024 8 năm, 38 ngày    | [ 53 ] |
| Đảng ủy Công an Trung ương | Bí thư Đảng ủy Công an Trung ương           | Lương Tam Quang     | Ủy viên Bộ Chính trị Bộ trưởng Bộ Công an                                 | 11/6/2024-nay 1 năm, 54 ngày         | [ 54 ] |
| Đảng bộ các cơ quan Đảng Trung ương (thành lập ngày 3/2/2025) | Bí thư Đảng ủy                              | Trần Cẩm Tú         | Ủy viên Bộ Chính trị Thường trực Ban Bí thư                               | 3/2/2025-nay 182 ngày                | [ 55 ] |
| Đảng bộ Chính phủ (thành lập từ Ban Cán sự Đảng Chính phủ ngày 3/2/2025) | Bí thư Đảng uỷ                              | Phạm Minh Chính     | Ủy viên Bộ Chính trị Thủ tướng Chính phủ                                  | 3/2/2025-nay 182 ngày                | [ 55 ] |
| Đảng bộ Quốc hội (thành lập từ Đảng đoàn Quốc hội ngày 3/2/2025) | Bí thư Đảng uỷ                              | Trần Thanh Mẫn      | Ủy viên Bộ Chính trị Chủ tịch Quốc hội                                    | 3/2/2025-nay 182 ngày                | [ 55 ] |
| Đảng bộ Mặt trận Tổ quốc, các đoàn thể Trung ương (thành lập từ Đảng đoàn Mặt trận Tổ quốc Việt Nam ngày 3/2/2025)                                                           | Bí thư Đảng ủy                              | Đỗ Văn Chiến        | Ủy viên Bộ Chính trị Chủ tịch Uỷ ban Trung ương Mặt trận Tổ quốc Việt Nam | 3/2/2025-nay 182 ngày                | [ 55 ] |
| Đảng bộ Khối các cơ quan Trung ương (đã chấm dứt hoạt động, sáp nhập chức năng vào Đảng bộ các cơ quan Đảng Trung ương và Đảng bộ Chính phủ từ ngày 3/2/2025)                | Bí thư Đảng uỷ Khối các cơ quan Trung ương  | Huỳnh Tấn Việt      | Ủy viên Trung ương Đảng                                                   | 29/10/2020-6/10/2022 1 năm, 342 ngày | [ 56 ] |
| Đảng bộ Khối các cơ quan Trung ương (đã chấm dứt hoạt động, sáp nhập chức năng vào Đảng bộ các cơ quan Đảng Trung ương và Đảng bộ Chính phủ từ ngày 3/2/2025)                | Bí thư Đảng uỷ Khối các cơ quan Trung ương  | Nguyễn Văn Thể      | Ủy viên Trung ương Đảng                                                   | 21/10/2022-25/11/2024 2 năm, 35 ngày | [ 57 ] |
| Đảng bộ Khối Doanh nghiệp Trung ương (đã chấm dứt hoạt động, sáp nhập chức năng vào Đảng bộ Chính phủ và Đảng bộ Mặt trận Tổ quốc, các đoàn thể Trung ương từ ngày 3/2/2025) | Bí thư Đảng ủy Khối Doanh nghiệp Trung ương | Y Thanh Hà Niê Kđăm | Ủy viên Trung ương Đảng                                                   | 4/3/2019-6/8/2021 2 năm, 155 ngày    | [ 58 ] |
| Đảng bộ Khối Doanh nghiệp Trung ương (đã chấm dứt hoạt động, sáp nhập chức năng vào Đảng bộ Chính phủ và Đảng bộ Mặt trận Tổ quốc, các đoàn thể Trung ương từ ngày 3/2/2025) | Bí thư Đảng ủy Khối Doanh nghiệp Trung ương | Nguyễn Long Hải     | Ủy viên dự khuyết Trung ương Đảng                                         | 6/8/2021-9/12/2024 3 năm, 125 ngày   | [ 59 ] |

Đảng bộ tỉnh, thành phố trực thuộc trung ương
Tỉnh ủy (Việt Nam)
Đảng bộ tỉnh, thành phố trực thuộc trung ương hay còn được gọi Tỉnh ủy, Thành ủy là những đảng bộ trực thuộc Trung ương Đảng, do Trung ương Đảng quản lý, giám sát.

## Ủy viên chính thức Ban Chấp hành Trung ương (147)
Ủy viên nữ: 17 (10,3%) (gồm cả chính thức lẫn dự khuyết): Nguyễn Thúy Anh, Nguyễn Thị Thu Hà, Nguyễn Thanh Hải, Bùi Thị Minh Hoài, Nguyễn Thị Hồng, Đào Hồng Lan, Giàng Páo Mỷ, Hà Thị Nga, Lê Thị Nga, Lâm Thị Phương Thanh, Nguyễn Thị Thanh, Lê Thị Thủy, Phạm Thị Thanh Trà, Nguyễn Thị Tuyến, Bùi Thị Quỳnh Vân, Võ Thị Ánh Xuân, Tôn Ngọc Hạnh.
| - Ủy viên Bộ Chính trị - Bí thư Trung ương Đảng | - Ủy viên Trung ương Đảng - Ủy viên Dự khuyết Trung ương Đảng |

Nguồn:
| STT                                                  | Họ tên (năm sinh)            | Nguyên quán    | Chức vụ khi được bầu                                             | Chức vụ khi được bầu                                                                    | Chức vụ hiện nay                             | Chức vụ hiện nay                                                                       | Chức vụ hiện nay      |                                  |
| STT                                                  | Họ tên (năm sinh)            | Nguyên quán    | Chức vụ khi được bầu                                             | Chức vụ khi được bầu                                                                    | Chức vụ                                      | Chức vụ                                                                                | Thời gian             |                                  |
| ---------------------------------------------------- | ---------------------------- | -------------- | ---------------------------------------------------------------- | --------------------------------------------------------------------------------------- | -------------------------------------------- | -------------------------------------------------------------------------------------- | --------------------- | -------------------------------- |
| Đương nhiệm                                          |                              |                |                                                                  |                                                                                         |                                              |                                                                                        |                       |                                  |
| 1                                                    | Nguyễn Doãn Anh (1967-)      | Hà Nội         |                                                                  | Trung tướng, Tư lệnh Quân khu 4                                                         |                                              | Thượng tướng, Phó Tổng Tham mưu trưởng                                                 | 11/2022-10/2024       |                                  |
| 1                                                    | Nguyễn Doãn Anh (1967-)      | Hà Nội         | Bí thư Tỉnh ủy Thanh Hóa                                         | Trung tướng, Tư lệnh Quân khu 4                                                         | 10/2024-nay                                  |                                                                                        |                       |                                  |
| 2                                                    | Nguyễn Hoàng Anh (1963-)     | Hải Phòng      |                                                                  | Chủ tịch Ủy ban quản lý vốn Nhà nước tại doanh nghiệp                                   |                                              | Phó Trưởng ban Chính sách, chiến lược Trung ương                                       | 03/2025-nay           |                                  |
| 3                                                    | Nguyễn Thúy Anh (1963-)      | Phú Thọ        |                                                                  | Chủ nhiệm Ủy ban Xã hội của Quốc hội                                                    |                                              | Phó Trưởng ban Chính sách, chiến lược Trung ương                                       | 03/2025-nay           |                                  |
| 4                                                    | Nguyễn Hòa Bình (1958-)      | Quảng Ngãi     |                                                                  | Chánh án Tòa án Nhân dân tối cao                                                        |                                              | Phó Thủ tướng thường trực Chính phủ                                                    | 08/2024-nay           |                                  |
| 5                                                    | Dương Thanh Bình (1961-)     | Cà Mau         |                                                                  | Trưởng ban Dân nguyện Quốc hội                                                          |                                              | Chủ nhiệm Ủy ban Dân nguyện và Giám sát của Quốc hội                                   | 02/2025-nay           |                                  |
| 6                                                    | Đỗ Thanh Bình (1967-)        | Cà Mau         |                                                                  | Bí thư Tỉnh ủy Kiên Giang                                                               |                                              | Bí thư Thành ủy Cần Thơ                                                                | 01/2025-nay           |                                  |
| 7                                                    | Bùi Minh Châu (1961-)        | Phú Thọ        |                                                                  | Bí thư Tỉnh ủy Chủ tịch Hội đồng Nhân dân tỉnh Phú Thọ                                  |                                              | Trưởng đoàn Đại biểu Quốc hội tỉnh Phú Thọ (mới)                                       | 07/2025-nay           |                                  |
| 8                                                    | Lê Tiến Châu (1969-)         | Tây Ninh       |                                                                  | Bí thư Tỉnh ủy Hậu Giang                                                                |                                              | Phó Chủ tịch - Tổng Thư ký Ủy ban Trung ương Mặt trận Tổ quốc Việt Nam                 | 07/2021-01/2023       |                                  |
| 8                                                    | Lê Tiến Châu (1969-)         | Tây Ninh       | Bí thư Thành ủy Hải Phòng                                        | Bí thư Tỉnh ủy Hậu Giang                                                                | 01/2023-nay                                  |                                                                                        |                       |                                  |
| 9                                                    | Đỗ Văn Chiến (1962-)         | Tuyên Quang    |                                                                  | Bộ trưởng, Chủ nhiệm Ủy ban Dân tộc                                                     |                                              | Chủ tịch Uỷ ban Trung ương Mặt trận Tổ quốc Việt Nam                                   | 04/2021-nay           |                                  |
| 9                                                    | Đỗ Văn Chiến (1962-)         | Tuyên Quang    |                                                                  | Bộ trưởng, Chủ nhiệm Ủy ban Dân tộc                                                     |                                              | Chủ tịch Uỷ ban Trung ương Mặt trận Tổ quốc Việt Nam                                   | 04/2021-nay           |                                  |
| 10                                                   | Hoàng Xuân Chiến (1961-)     | Hưng Yên       |                                                                  | Thượng tướng, Thứ trưởng Bộ Quốc phòng                                                  |                                              | Thượng tướng, Thứ trưởng Bộ Quốc phòng                                                 | 07/2020-nay           |                                  |
| 11                                                   | Hoàng Duy Chinh (1968-)      | Bắc Kạn        |                                                                  | Bí thư Tỉnh ủy Bắc Kạn                                                                  |                                              | Bí thư Tỉnh ủy Bắc Kạn                                                                 | 10/2020-06/2025       |                                  |
| 11                                                   | Hoàng Duy Chinh (1968-)      | Bắc Kạn        | Phó Chủ tịch thường trực Hội đồng Dân tộc của Quốc hội           | Bí thư Tỉnh ủy Bắc Kạn                                                                  | 07/2025-nay                                  |                                                                                        |                       |                                  |
| 12                                                   | Phạm Minh Chính (1958-)      | Thanh Hóa      |                                                                  | Trưởng ban Tổ chức Trung ương                                                           |                                              | Thủ tướng Chính phủ                                                                    | 04/2021-nay           |                                  |
| 13                                                   | Mai Văn Chính (1961-)        | Long An        |                                                                  | Phó Trưởng ban thường trực Ban Tổ chức Trung ương                                       |                                              | Trưởng ban Dân vận Trung ương                                                          | 08/2024-02/2025       |                                  |
| 13                                                   | Mai Văn Chính (1961-)        | Long An        | Phó Thủ tướng Chính phủ                                          | Phó Trưởng ban thường trực Ban Tổ chức Trung ương                                       | 02/2025-nay                                  |                                                                                        |                       |                                  |
| 14                                                   | Nguyễn Tân Cương (1966-)     | Hà Nam         |                                                                  | Thượng tướng, Thứ trưởng Bộ Quốc phòng                                                  |                                              | Đại tướng, Thứ trưởng Bộ Quốc phòng Tổng Tham mưu trưởng                               | 06/2021-nay           |                                  |
| 15                                                   | Lương Cường (1957-)          | Phú Thọ        |                                                                  | Đại tướng, Chủ nhiệm Tổng cục Chính trị                                                 |                                              | Thường trực Ban Bí thư                                                                 | 05/2024-10/2024       |                                  |
| 15                                                   | Lương Cường (1957-)          | Phú Thọ        | Chủ tịch nước                                                    | Đại tướng, Chủ nhiệm Tổng cục Chính trị                                                 | 10/2024-nay                                  |                                                                                        |                       |                                  |
| 16                                                   | Ngô Chí Cường (1967-)        | Trà Vinh       |                                                                  | Bí thư Tỉnh uỷ Trà Vinh                                                                 |                                              | Bí thư Tỉnh uỷ Trà Vinh                                                                | 10/2020-06/2025       |                                  |
| 16                                                   | Ngô Chí Cường (1967-)        | Trà Vinh       | Bí thư Tỉnh uỷ Vĩnh Long (mới)                                   | Bí thư Tỉnh uỷ Trà Vinh                                                                 | 07/2025-nay                                  |                                                                                        |                       |                                  |
| 17                                                   | Nguyễn Mạnh Cường (1973-)    | Nghệ An        |                                                                  | Phó Trưởng ban Đối ngoại Trung ương                                                     |                                              | Bí thư Tỉnh ủy Bình Phước                                                              | 07/2021-11/2024       |                                  |
| 17                                                   | Nguyễn Mạnh Cường (1973-)    | Nghệ An        | Phó Trưởng ban thường trực Đối ngoại Trung ương                  | Phó Trưởng ban Đối ngoại Trung ương                                                     | 11/2024-02/2025                              |                                                                                        |                       |                                  |
| 17                                                   | Nguyễn Mạnh Cường (1973-)    | Nghệ An        | Thứ trưởng Bộ Ngoại giao                                         | Phó Trưởng ban Đối ngoại Trung ương                                                     | 02/2025-nay                                  |                                                                                        |                       |                                  |
| 18                                                   | Trần Quốc Cường (1961-)      | Nam Định       |                                                                  | Phó Trưởng ban Nội chính Trung ương                                                     |                                              | Bí thư Tỉnh ủy Điện Biên                                                               | 11/2022-nay           |                                  |
| 19                                                   | Nguyễn Văn Danh (1962-)      | Tiền Giang     |                                                                  | Bí thư Tỉnh ủy Tiền Giang Chủ tịch Hội đồng Nhân dân tỉnh                               |                                              | Bí thư Tỉnh ủy Tiền Giang                                                              | 06/2021-06/2025       |                                  |
| 20                                                   | Nguyễn Hồng Diên (1965-)     | Thái Bình      |                                                                  | Phó Trưởng ban Tuyên giáo Trung ương                                                    |                                              | Bộ trưởng Bộ Công thương                                                               | 04/2021-nay           |                                  |
| 21                                                   | Đào Ngọc Dung (1962-)        | Hà Nam         |                                                                  | Bộ trưởng Bộ Lao động - Thương binh và Xã hội                                           |                                              | Bộ trưởng Bộ Dân tộc và Tôn giáo                                                       | 02/2025-nay           |                                  |
| 22                                                   | Nguyễn Chí Dũng (1960-)      | Hà Tĩnh        |                                                                  | Bộ trưởng Bộ Kế hoạch và Đầu tư                                                         |                                              | Phó Thủ tướng Chính phủ                                                                | 02/2025-nay           |                                  |
| 23                                                   | Hồ Quốc Dũng (1966-)         | Bình Định      |                                                                  | Bí thư Tỉnh uỷ Chủ tịch Hội đồng nhân dân tỉnh Bình Định                                |                                              | Bí thư Tỉnh uỷ Chủ tịch Hội đồng nhân dân tỉnh Bình Định                               | 10/2020-06/2025       |                                  |
| 23                                                   | Hồ Quốc Dũng (1966-)         | Bình Định      | Bí thư Tỉnh uỷ Gia Lai (mới)                                     | Bí thư Tỉnh uỷ Chủ tịch Hội đồng nhân dân tỉnh Bình Định                                | 07/2025-nay                                  |                                                                                        |                       |                                  |
| 24                                                   | Hoàng Trung Dũng (1971-)     | Hà Tĩnh        |                                                                  | Bí thư Tỉnh uỷ Hà Tĩnh Chủ tịch Hội đồng nhân dân tỉnh                                  |                                              | Tổng Biên tập Tạp chí Cộng sản                                                         | 02/2025-nay           |                                  |
| 25                                                   | Võ Văn Dũng (1960-)          | Bạc Liêu       |                                                                  | Phó Trưởng ban thường trực Ban Nội chính Trung ương                                     |                                              | Phó Trưởng ban thường trực Ban Nội chính Trung ương                                    | 10/2015-nay           |                                  |
| 27                                                   | Phạm Đại Dương (1974-)       | Hà Nội         |                                                                  | Bí thư Tỉnh ủy Phú Yên                                                                  |                                              | Phó Trưởng ban Chính sách, chiến lược Trung ương                                       | 01/2025-nay           |                                  |
| 28                                                   | Nguyễn Quang Dương (1962-)   | Hà Nội         |                                                                  | Phó Trưởng ban Tổ chức Trung ương                                                       |                                              | Phó Trưởng ban Tổ chức Trung ương                                                      | 07/2020-nay           |                                  |
| 29                                                   | Huỳnh Thành Đạt (1962-)      | Bến Tre        |                                                                  | Bộ trưởng Bộ Khoa học và Công nghệ                                                      |                                              | Phó Trưởng ban Tuyên giáo và Dân vận Trung ương                                        | 02/2025-nay           |                                  |
| 30                                                   | Nguyễn Khắc Định (1964-)     | Thái Bình      |                                                                  | Bí thư Tỉnh ủy Khánh Hòa                                                                |                                              | Phó Chủ tịch Quốc hội                                                                  | 04/2021-nay           |                                  |
| 31                                                   | Lương Quốc Đoàn (1970-)      | Thái Bình      |                                                                  | Phó Chủ tịch thường trực Hội Nông dân Việt Nam                                          |                                              | Chủ tịch Hội Nông dân Việt Nam                                                         | 05/2021-nay           |                                  |
| 32                                                   | Nguyễn Quốc Đoàn (1975-)     | Ninh Bình      |                                                                  | Phó Bí thư thường trực Tỉnh ủy Thừa Thiên Huế                                           |                                              | Bí thư Tỉnh ủy Lạng Sơn                                                                | 07/2021-11/2024       |                                  |
| 32                                                   | Nguyễn Quốc Đoàn (1975-)     | Ninh Bình      | Phó Chánh án Tòa án nhân dân tối cao                             | Phó Bí thư thường trực Tỉnh ủy Thừa Thiên Huế                                           | 12/2024-nay                                  |                                                                                        |                       |                                  |
| 33                                                   | Nguyễn Hữu Đông (1972-)      | Phú Thọ        |                                                                  | Bí thư Tỉnh ủy Sơn La                                                                   |                                              | Phó Trưởng ban Nội chính Trung ương                                                    | 07/2024-nay           |                                  |
| 34                                                   | Nguyễn Văn Được (1968-)      | Long An        |                                                                  | Bí thư Tỉnh uỷ Chủ tịch Hội đồng nhân dân tỉnh Long An                                  |                                              | Phó Bí thư Thành ủy Chủ tịch UBND Thành phố Hồ Chí Minh                                | 02/2025-nay           |                                  |
| 35                                                   | Nguyễn Văn Gấu (1967-)       | Bến Tre        |                                                                  | Thiếu tướng, Chính ủy Quân khu 9                                                        |                                              | Trung tướng, Phó Chủ nhiệm Tổng cục Chính trị                                          | 01/2022-06/2024       |                                  |
| 35                                                   | Nguyễn Văn Gấu (1967-)       | Bến Tre        | Bí thư Tỉnh ủy Bắc Giang                                         | Thiếu tướng, Chính ủy Quân khu 9                                                        | 06/2024-06/2025                              |                                                                                        |                       |                                  |
| 35                                                   | Nguyễn Văn Gấu (1967-)       | Bến Tre        | Bí thư Tỉnh ủy Bắc Ninh (mới)                                    | Thiếu tướng, Chính ủy Quân khu 9                                                        | 07/2025-nay                                  |                                                                                        |                       |                                  |
| 36                                                   | Phan Văn Giang (1960-)       | Nam Định       |                                                                  | Thượng tướng, Thứ trưởng Bộ Quốc phòng Tổng Tham mưu trưởng                             |                                              | Đại tướng, Bộ trưởng Bộ Quốc phòng                                                     | 04/2021-nay           |                                  |
| 37                                                   | Vũ Hải Hà (1969-)            | Nam Định       |                                                                  | Phó Chủ nhiệm Ủy ban Đối ngoại của Quốc hội                                             |                                              | Chủ nhiệm Ủy ban Đối ngoại của Quốc hội                                                | 04/2021-02/2025       |                                  |
| 37                                                   | Vũ Hải Hà (1969-)            | Nam Định       | Phó Bí thư Đảng ủy Quốc hội                                      | Phó Chủ nhiệm Ủy ban Đối ngoại của Quốc hội                                             | 02/2025-nay                                  |                                                                                        |                       |                                  |
| 38                                                   | Trần Hồng Hà (1963-)         | Hà Tĩnh        |                                                                  | Bộ trưởng Bộ Tài nguyên và Môi trường                                                   |                                              | Bộ trưởng Bộ Tài nguyên và Môi trường                                                  | 04/2016-05/2023       |                                  |
| 38                                                   | Trần Hồng Hà (1963-)         | Hà Tĩnh        | Phó Thủ tướng Chính phủ                                          | Bộ trưởng Bộ Tài nguyên và Môi trường                                                   | 01/2023-nay                                  |                                                                                        |                       |                                  |
| 39                                                   | Nguyễn Thị Thu Hà (1970-)    | Ninh Bình      |                                                                  | Bí thư Tỉnh ủy Ninh Bình                                                                |                                              | Phó Chủ tịch - Tổng Thư ký Ủy ban Trung ương Mặt trận Tổ quốc Việt Nam                 | 03/2023-nay           |                                  |
| 40                                                   | Ngô Đông Hải (1970-)         | Bình Định      |                                                                  | Bí thư Tỉnh ủy Thái Bình                                                                |                                              | Phó Trưởng ban Tuyên giáo và Dân vận Trung ương                                        | 11/2024-nay           |                                  |
| 41                                                   | Nguyễn Đức Hải (1961-)       | Quảng Nam      |                                                                  | Chủ nhiệm Ủy ban Tài chính - Ngân sách Quốc hội                                         |                                              | Phó Chủ tịch Quốc hội                                                                  | 04/2021-nay           |                                  |
| 42                                                   | Lê Khánh Hải (1966-)         | Quảng Trị      |                                                                  | Phó Chủ nhiệm Văn phòng Chủ tịch nước                                                   |                                              | Chủ nhiệm Văn phòng Chủ tịch nước                                                      | 03/2021-nay           |                                  |
| 43                                                   | Nguyễn Thanh Hải (1970-)     | Hà Nội         |                                                                  | Bí thư Tỉnh ủy Thái Nguyên                                                              |                                              | Chủ nhiệm Ủy ban Công tác đại biểu Quốc hội                                            | 06/2024-nay           |                                  |
| 44                                                   | Nguyễn Tiến Hải (1965-)      | Cà Mau         |                                                                  | Bí thư Tỉnh ủy Cà Mau                                                                   |                                              | Bí thư Tỉnh ủy Kiên Giang                                                              | 01/2025-06/2025       |                                  |
| 44                                                   | Nguyễn Tiến Hải (1965-)      | Cà Mau         | Bí thư Tỉnh ủy An Giang (mới)                                    | Bí thư Tỉnh ủy Cà Mau                                                                   | 07/2025-nay                                  |                                                                                        |                       |                                  |
| 45                                                   | Nguyễn Văn Hiền (1967-)      | Thái Bình      |                                                                  | Thiếu tướng, Phó Tư lệnh kiêm Tham mưu trưởng Quân chủng Phòng không - Không quân       |                                              | Trung tướng, Tư lệnh Quân chủng Phòng không - Không quân                               | 05/2023-06/2025       |                                  |
| 45                                                   | Nguyễn Văn Hiền (1967-)      | Thái Bình      | Thượng tướng, Thứ trưởng Bộ Quốc phòng                           | Thiếu tướng, Phó Tư lệnh kiêm Tham mưu trưởng Quân chủng Phòng không - Không quân       | 07/2025-nay                                  |                                                                                        |                       |                                  |
| 46                                                   | Bùi Thị Minh Hoài (1965-)    | Hà Nam         |                                                                  | Phó Chủ nhiệm thường trực Ủy ban Kiểm tra Trung ương                                    |                                              | Trưởng ban Dân vận Trung ương                                                          | 04/2021-07/2024       |                                  |
| 46                                                   | Bùi Thị Minh Hoài (1965-)    | Hà Nam         |                                                                  | Phó Chủ nhiệm thường trực Ủy ban Kiểm tra Trung ương                                    | Bí thư Thành ủy Hà Nội                       | 07/2024-nay                                                                            |                       |                                  |
| 47                                                   | Lê Minh Hoan (1961-)         | Đồng Tháp      |                                                                  | Thứ trưởng Bộ Nông nghiệp và Phát triển nông thôn                                       |                                              | Bộ trưởng Bộ Nông nghiệp và Phát triển nông thôn                                       | 04/2021-02/2025       |                                  |
| 47                                                   | Lê Minh Hoan (1961-)         | Đồng Tháp      | Phó Chủ tịch Quốc hội                                            | Thứ trưởng Bộ Nông nghiệp và Phát triển nông thôn                                       | 02/2025-nay                                  |                                                                                        |                       |                                  |
| 48                                                   | Nguyễn Thị Hồng (1968-)      | Hà Nội         |                                                                  | Thống đốc Ngân hàng Nhà nước Việt Nam                                                   |                                              | Thống đốc Ngân hàng Nhà nước Việt Nam                                                  | 11/2020-nay           |                                  |
| 49                                                   | Đoàn Minh Huấn (1971-)       | Hà Tĩnh        |                                                                  | Tổng Biên tập Tạp chí Cộng sản                                                          |                                              | Bí thư Tỉnh ủy Ninh Bình                                                               | 03/2023-06/2025       |                                  |
| 49                                                   | Đoàn Minh Huấn (1971-)       | Hà Tĩnh        | Phó Giám đốc thường trực Học viện Chính trị Quốc gia Hồ Chí Minh | Tổng Biên tập Tạp chí Cộng sản                                                          | 07/2025-nay                                  |                                                                                        |                       |                                  |
| 50                                                   | Nguyễn Mạnh Hùng (1962-)     | Bắc Ninh       |                                                                  | Phó Trưởng ban Tuyên giáo Trung ương Bộ trưởng Bộ Thông tin - Truyền thông              |                                              | Phó Trưởng ban Tuyên giáo Trung ương Bộ trưởng Bộ Thông tin - Truyền thông             | 07/2018-02/2025       |                                  |
| 50                                                   | Nguyễn Mạnh Hùng (1962-)     | Bắc Ninh       | Bộ trưởng Bộ Khoa học và Công nghệ                               | Phó Trưởng ban Tuyên giáo Trung ương Bộ trưởng Bộ Thông tin - Truyền thông              | 02/2025-nay                                  |                                                                                        |                       |                                  |
| 51                                                   | Lê Quốc Hùng (1966-)         | Huế            |                                                                  | Thiếu tướng, Thứ trưởng Bộ Công an                                                      |                                              | Thượng tướng, Thứ trưởng Bộ Công an                                                    | 12/2024-nay           |                                  |
| 52                                                   | Lữ Văn Hùng (1963-)          | Hậu Giang      |                                                                  | Bí thư Tỉnh ủy Bạc Liêu                                                                 |                                              | Bí thư Tỉnh ủy Chủ tịch Hội đồng nhân dân tỉnh Bạc Liêu                                | 07/2021-06/2025       |                                  |
| 53                                                   | Nguyễn Văn Hùng (1961-)      | Quảng Trị      |                                                                  | Thứ trưởng Bộ Văn hóa, Thể thao và Du lịch                                              |                                              | Bộ trưởng Bộ Văn hóa, Thể thao và Du lịch                                              | 04/2021-nay           |                                  |
| 54                                                   | Lê Quang Huy (1966-)         | Hà Nội         |                                                                  | Phó Chủ nhiệm Ủy ban Khoa học, Công nghệ và Môi trường của Quốc hội                     |                                              | Chủ nhiệm Ủy ban Khoa học, Công nghệ và Môi trường của Quốc hội                        | 04/2021-nay           |                                  |
| 55                                                   | Lê Minh Hưng (1970-)         | Hà Tĩnh        |                                                                  | Chánh Văn phòng Trung ương Đảng                                                         |                                              | Chánh Văn phòng Trung ương Đảng                                                        | 10/2020-06/2024       |                                  |
| 55                                                   | Lê Minh Hưng (1970-)         | Hà Tĩnh        |                                                                  | Chánh Văn phòng Trung ương Đảng                                                         | Trưởng ban Tổ chức Trung ương                | 05/2024-nay                                                                            |                       |                                  |
| 56                                                   | Trần Tiến Hưng (1976-)       | Hà Tĩnh        |                                                                  | Phó Bí thư Tỉnh ủy Chủ tịch Ủy ban Nhân dân tỉnh Hà Tĩnh                                |                                              | Phó Bí thư Tỉnh ủy Chủ tịch Ủy ban Nhân dân tỉnh Hà Tĩnh                               | 07/2019-04/2021       |                                  |
| 56                                                   | Trần Tiến Hưng (1976-)       | Hà Tĩnh        | Phó Chủ nhiệm Ủy ban Kiểm tra Trung ương                         | Phó Bí thư Tỉnh ủy Chủ tịch Ủy ban Nhân dân tỉnh Hà Tĩnh                                | 02/2021-nay                                  |                                                                                        |                       |                                  |
| 57                                                   | Đỗ Trọng Hưng (1971-)        | Thanh Hóa      |                                                                  | Bí thư Tỉnh ủy Chủ tịch Hội đồng nhân dân tỉnh Thanh Hóa                                |                                              | Phó Trưởng ban Tổ chức Trung ương                                                      | 09/2024-nay           |                                  |
| 58                                                   | Y Thanh Hà Niê Kđăm (1973-)  | Đắk Lắk        |                                                                  | Chủ tịch Hội đồng dân tộc của Quốc hội.                                                 |                                              | Bí thư Tỉnh ủy Lâm Đồng (mới)                                                          | 04/2025-nay           |                                  |
| 59                                                   | Nguyễn Đình Khang (1967-)    | Bắc Giang      |                                                                  | Chủ tịch Tổng Liên đoàn Lao động Việt Nam                                               |                                              | Chủ tịch Tổng Liên đoàn Lao động Việt Nam                                              | 08/2019-nay           |                                  |
| 60                                                   | Trần Việt Khoa (1965-)       | Vĩnh Phúc      |                                                                  | Trung tướng, Giám đốc Học viện Quốc phòng                                               |                                              | Thượng tướng, Giám đốc Học viện Quốc phòng                                             | 09/2021-nay           |                                  |
| 61                                                   | Đào Hồng Lan (1971-)         | Hải Dương      |                                                                  | Bí thư Tỉnh ủy Bắc Ninh                                                                 |                                              | Quyền Bộ trưởng Bộ Y tế                                                                | 07/2022-10/2022       |                                  |
| 61                                                   | Đào Hồng Lan (1971-)         | Hải Dương      | Bộ trưởng Bộ Y tế                                                | Bí thư Tỉnh ủy Bắc Ninh                                                                 | 10/2022-nay                                  |                                                                                        |                       |                                  |
| 62                                                   | Tô Lâm (1957-)               | Hưng Yên       |                                                                  | Đại tướng, Bộ trưởng Bộ Công an                                                         |                                              | Chủ tịch nước                                                                          | 05/2024-10/2024       |                                  |
| 62                                                   | Tô Lâm (1957-)               | Hưng Yên       | Tổng Bí thư                                                      | Đại tướng, Bộ trưởng Bộ Công an                                                         | 08/2024-nay                                  |                                                                                        |                       |                                  |
| 63                                                   | Hầu A Lềnh (1973-)           | Lào Cai        |                                                                  | Phó Chủ tịch - Tổng Thư ký Ủy ban Trung ương Mặt trận Tổ quốc Việt Nam                  |                                              | Bộ trưởng, Chủ nhiệm Ủy ban Dân tộc                                                    | 04/2021-02/2025       |                                  |
| 63                                                   | Hầu A Lềnh (1973-)           | Lào Cai        | Bí thư Tỉnh ủy Hà Giang                                          | Phó Chủ tịch - Tổng Thư ký Ủy ban Trung ương Mặt trận Tổ quốc Việt Nam                  | 01/2025-06/2025                              |                                                                                        |                       |                                  |
| 63                                                   | Hầu A Lềnh (1973-)           | Lào Cai        | Bí thư Tỉnh ủy Tuyên Quang (mới)                                 | Phó Chủ tịch - Tổng Thư ký Ủy ban Trung ương Mặt trận Tổ quốc Việt Nam                  | 07/2025-nay                                  |                                                                                        |                       |                                  |
| 64                                                   | Nguyễn Hồng Lĩnh (1964-)     | Long An        |                                                                  | Phó Trưởng ban Dân vận Trung ương                                                       |                                              | Bí thư Tỉnh ủy Đồng Nai                                                                | 08/2021-01/2025       |                                  |
| 64                                                   | Nguyễn Hồng Lĩnh (1964-)     | Long An        | Phó Chủ nhiệm Ủy ban Kiểm tra Trung ương                         | Phó Trưởng ban Dân vận Trung ương                                                       | 02/2025-nay                                  |                                                                                        |                       |                                  |
| 65                                                   | Lê Thành Long (1963-)        | Thanh Hóa      |                                                                  | Bộ trưởng Bộ Tư pháp                                                                    |                                              | Bộ trưởng Bộ Tư pháp                                                                   | 04/2016-08/2024       |                                  |
| 65                                                   | Lê Thành Long (1963-)        | Thanh Hóa      | Phó Thủ tướng Chính phủ                                          | Bộ trưởng Bộ Tư pháp                                                                    | 06/2024-nay                                  |                                                                                        |                       |                                  |
| 66                                                   | Nguyễn Văn Lợi (1961-)       | TP.HCM         |                                                                  | Bí thư Tỉnh ủy Bình Phước                                                               |                                              | Bí thư Tỉnh ủy Bình Dương                                                              | 07/2021-06/2025       |                                  |
| 66                                                   | Nguyễn Văn Lợi (1961-)       | TP.HCM         | Trưởng đoàn Đại biểu Quốc hội Thành phố Hồ Chí Minh (mới)        | Bí thư Tỉnh ủy Bình Phước                                                               | 07/2025-nay                                  |                                                                                        |                       |                                  |
| 67                                                   | Võ Minh Lương (1963-)        | Quảng Bình     |                                                                  | Thượng tướng, Thứ trưởng Bộ Quốc phòng                                                  |                                              | Thượng tướng, Thứ trưởng Bộ Quốc phòng                                                 | 10/2020-nay           |                                  |
| 68                                                   | Lê Trường Lưu (1963-)        | Huế            |                                                                  | Bí thư Tỉnh ủy Chủ tịch Hội đồng Nhân dân tỉnh Thừa Thiên Huế                           |                                              | Bí thư Thành ủy Chủ tịch HĐND Thành phố Huế                                            | 01/2025-nay           |                                  |
| 69                                                   | Phan Văn Mãi (1973-)         | Bến Tre        |                                                                  | Bí thư Tỉnh ủy Chủ tịch Hội đồng nhân dân tỉnh Bến Tre                                  |                                              | Phó Bí thư thường trực Thành ủy TP.HCM                                                 | 06/2021-12/2023       |                                  |
| 69                                                   | Phan Văn Mãi (1973-)         | Bến Tre        | Chủ tịch Ủy ban nhân dân TP.HCM                                  | Bí thư Tỉnh ủy Chủ tịch Hội đồng nhân dân tỉnh Bến Tre                                  | 08/2021-02/2025                              |                                                                                        |                       |                                  |
| 69                                                   | Phan Văn Mãi (1973-)         | Bến Tre        | Chủ nhiệm Ủy ban Kinh tế và Tài chính Quốc hội                   | Bí thư Tỉnh ủy Chủ tịch Hội đồng nhân dân tỉnh Bến Tre                                  | 02/2025-nay                                  |                                                                                        |                       |                                  |
| 70                                                   | Lê Quang Mạnh (1974-)        | Hà Nội         |                                                                  | Bí thư Thành uỷ Cần Thơ                                                                 |                                              | Chủ nhiệm Ủy ban Tài chính - Ngân sách Quốc hội                                        | 05/2023-02/2025       |                                  |
| 70                                                   | Lê Quang Mạnh (1974-)        | Hà Nội         | Phó Chủ nhiệm thường trực Ủy ban Kinh tế và Tài chính Quốc hội   | Bí thư Thành uỷ Cần Thơ                                                                 | 02/2025-nay                                  |                                                                                        |                       |                                  |
| 71                                                   | Trần Thanh Mẫn (1962-)       | Hậu Giang      |                                                                  | Chủ tịch Ủy ban Trung ương Mặt trận Tổ quốc Việt Nam                                    |                                              | Phó Chủ tịch thường trực Quốc hội                                                      | 04/2021-05/2024       |                                  |
| 71                                                   | Trần Thanh Mẫn (1962-)       | Hậu Giang      | Chủ tịch Quốc hội                                                | Chủ tịch Ủy ban Trung ương Mặt trận Tổ quốc Việt Nam                                    | 05/2024-nay                                  |                                                                                        |                       |                                  |
| 72                                                   | Lâm Văn Mẫn (1970-)          | Sóc Trăng      |                                                                  | Bí thư Tỉnh ủy Chủ tịch Hội đồng Nhân dân tỉnh Sóc Trăng                                |                                              | Bí thư Tỉnh ủy Sóc Trăng                                                               | 06/2021-06/2025       |                                  |
| 72                                                   | Lâm Văn Mẫn (1970-)          | Sóc Trăng      | Chủ tịch Hội đồng Dân tộc của Quốc hội                           | Bí thư Tỉnh ủy Chủ tịch Hội đồng Nhân dân tỉnh Sóc Trăng                                | 07/2025-nay                                  |                                                                                        |                       |                                  |
| 73                                                   | Trần Hồng Minh (1967-)       | Hà Nội         |                                                                  | Trung tướng, Chủ nhiệm Tổng cục Công nghiệp Quốc phòng                                  |                                              | Bí thư Tỉnh ủy Cao Bằng                                                                | 09/2021-11/2024       |                                  |
| 73                                                   | Trần Hồng Minh (1967-)       | Hà Nội         | Bộ trưởng Bộ Giao thông Vận tải                                  | Trung tướng, Chủ nhiệm Tổng cục Công nghiệp Quốc phòng                                  | 11/2024-nay                                  |                                                                                        |                       |                                  |
| 73                                                   | Trần Hồng Minh (1967-)       | Hà Nội         | Bộ trưởng Bộ Xây dựng                                            | Trung tướng, Chủ nhiệm Tổng cục Công nghiệp Quốc phòng                                  | 02/2025-nay                                  |                                                                                        |                       |                                  |
| 74                                                   | Lê Quốc Minh (1969-)         | Nghệ An        |                                                                  | Phó Tổng Giám đốc Thông tấn xã Việt Nam                                                 |                                              | Tổng Biên tập Báo Nhân Dân                                                             | 05/2021-nay           |                                  |
| 74                                                   | Lê Quốc Minh (1969-)         | Nghệ An        | Phó Trưởng ban Tuyên giáo Trung ương                             | Phó Tổng Giám đốc Thông tấn xã Việt Nam                                                 | 08/2021-02/2025                              |                                                                                        |                       |                                  |
| 74                                                   | Lê Quốc Minh (1969-)         | Nghệ An        | Chủ tịch Hội Nhà báo Việt Nam                                    | Phó Tổng Giám đốc Thông tấn xã Việt Nam                                                 | 10/2021-nay                                  |                                                                                        |                       |                                  |
| 75                                                   | Châu Văn Minh (1961-)        | Huế            |                                                                  | Chủ tịch Viện Hàn lâm Khoa học và Công nghệ Việt Nam                                    |                                              | Chủ tịch Viện Hàn lâm Khoa học và Công nghệ Việt Nam                                   | 02/2008-nay           |                                  |
| 76                                                   | Lại Xuân Môn (1963-)         | Nam Định       |                                                                  | Bí thư Tỉnh ủy Cao Bằng                                                                 |                                              | Phó Trưởng ban thường trực Ban Tuyên giáo và Dân vận Trung ương                        | 09/2021-nay           |                                  |
| 77                                                   | Giàng Páo Mỷ (1963-)         | Lai Châu       |                                                                  | Bí thư Tỉnh ủy Chủ tịch Hội đồng Nhân dân tỉnh Lai Châu                                 |                                              | Bí thư Tỉnh ủy Chủ tịch Hội đồng Nhân dân tỉnh Lai Châu                                | 09/2018-nay           |                                  |
| 78                                                   | Phạm Hoài Nam (1967-)        | Bình Định      |                                                                  | Phó đô đốc, Thứ trưởng Bộ Quốc phòng                                                    |                                              | Thượng tướng, Thứ trưởng Bộ Quốc phòng                                                 | 11/2021-nay           |                                  |
| 79                                                   | Nguyễn Văn Nên (1957-)       | Tây Ninh       |                                                                  | Bí thư Thành ủy Thành phố Hồ Chí Minh                                                   |                                              | Bí thư Thành ủy Thành phố Hồ Chí Minh                                                  | 10/2020-nay           |                                  |
| 80                                                   | Hà Thị Nga (1969-)           | Hòa Bình       |                                                                  | Chủ tịch Hội Liên hiệp Phụ nữ Việt Nam                                                  |                                              | Bí thư Tỉnh ủy Tuyên Quang                                                             | 10/2024-06/2025       |                                  |
| 80                                                   | Hà Thị Nga (1969-)           | Hòa Bình       | Phó Chủ tịch Ủy ban Trung ương Mặt trận Tổ quốc Việt Nam         | Chủ tịch Hội Liên hiệp Phụ nữ Việt Nam                                                  | 07/2025-nay                                  |                                                                                        |                       |                                  |
| 81                                                   | Lê Thị Nga (1964-)           | Hà Tĩnh        |                                                                  | Chủ nhiệm Ủy ban Tư pháp của Quốc hội                                                   |                                              | Phó Chủ nhiệm thường trực Ủy ban Dân nguyện và Giám sát                                | 02/2025-nay           |                                  |
| 82                                                   | Nguyễn Thanh Nghị (1976-)    | Cà Mau         |                                                                  | Bộ trưởng Bộ Xây dựng                                                                   |                                              | Phó Bí thư thường trực Thành ủy TP.HCM                                                 | 01/2025-nay           |                                  |
| 83                                                   | Nguyễn Hữu Nghĩa (1972-)     | Hà Nội         |                                                                  | Phó Trưởng ban Kinh tế Trung ương                                                       |                                              | Bí thư Tỉnh ủy Hưng Yên                                                                | 07/2021-nay           |                                  |
| 84                                                   | Nguyễn Trọng Nghĩa (1962-)   | Tiền Giang     |                                                                  | Thượng tướng, Phó Chủ nhiệm Tổng cục Chính trị                                          |                                              | Trưởng ban Tuyên giáo và Dân vận Trung ương                                            | 02/2021-nay           |                                  |
| 84                                                   | Nguyễn Trọng Nghĩa (1962-)   | Tiền Giang     |                                                                  | Thượng tướng, Phó Chủ nhiệm Tổng cục Chính trị                                          |                                              | Trưởng ban Tuyên giáo và Dân vận Trung ương                                            | 02/2021-nay           |                                  |
| 85                                                   | Trần Thanh Nghiêm (1970-)    | Hà Nam         |                                                                  | Chuẩn Đô đốc, Tư lệnh Quân chủng Hải quân                                               |                                              | Phó Đô đốc, Tư lệnh Quân chủng Hải quân                                                | 07/2020-nay           |                                  |
| 86                                                   | Bùi Văn Nghiêm (1966-)       | Vĩnh Long      |                                                                  | Phó Bí thư thường trực Tỉnh ủy Chủ tịch Hội đồng Nhân dân tỉnh Vĩnh Long                |                                              | Bí thư Tỉnh ủy Vĩnh Long Chủ tịch Hội đồng Nhân dân tỉnh                               | 04/2021-01/2025       |                                  |
| 86                                                   | Bùi Văn Nghiêm (1966-)       | Vĩnh Long      | Phó Trưởng ban Nội chính Trung ương                              | Phó Bí thư thường trực Tỉnh ủy Chủ tịch Hội đồng Nhân dân tỉnh Vĩnh Long                | 01/2025-nay                                  |                                                                                        |                       |                                  |
| 87                                                   | Nguyễn Duy Ngọc (1964-)      | Hưng Yên       |                                                                  | Trung tướng, Thứ trưởng Bộ Công an                                                      |                                              | Thượng tướng, Thứ trưởng Bộ Công an                                                    | 08/2019-06/2024       |                                  |
| 87                                                   | Nguyễn Duy Ngọc (1964-)      | Hưng Yên       |                                                                  | Trung tướng, Thứ trưởng Bộ Công an                                                      | Chánh Văn phòng Trung ương Đảng              | 06/2024-02/2025                                                                        |                       |                                  |
| 87                                                   | Nguyễn Duy Ngọc (1964-)      | Hưng Yên       |                                                                  | Trung tướng, Thứ trưởng Bộ Công an                                                      | Chủ nhiệm Ủy ban Kiểm tra Trung ương         | 02/2025-nay                                                                            |                       |                                  |
| 88                                                   | Thái Đại Ngọc (1966-)        | Đà Nẵng        |                                                                  | Trung tướng, Tư lệnh Quân khu 5                                                         |                                              | Thượng tướng, Phó Tổng Tham mưu trưởng                                                 | 01/2025-nay           |                                  |
| 89                                                   | Nguyễn Quang Ngọc (1968-)    | Nam Định       |                                                                  | Trung tướng, Tư lệnh Quân khu 3                                                         |                                              | Thượng tướng, Phó Tổng Tham mưu trưởng                                                 | 01/2025-nay           |                                  |
| 90                                                   | Hồ Văn Niên (1975-)          | Gia Lai        |                                                                  | Bí thư Tỉnh ủy Gia Lai                                                                  |                                              | Bí thư Tỉnh ủy Chủ tịch Hội đồng nhân dân tỉnh Gia Lai                                 | 06/2021-06/2025       |                                  |
| 90                                                   | Hồ Văn Niên (1975-)          | Gia Lai        | Thứ trưởng thường trực Bộ Dân tộc và Tôn giáo                    | Bí thư Tỉnh ủy Gia Lai                                                                  | 07/2025-nay                                  |                                                                                        |                       |                                  |
| 91                                                   | Nguyễn Hải Ninh (1976-)      | Hưng Yên       |                                                                  | Phó Chánh Văn phòng Trung ương Đảng                                                     |                                              | Bí thư Tỉnh ủy Khánh Hòa                                                               | 04/2021-08/2024       |                                  |
| 91                                                   | Nguyễn Hải Ninh (1976-)      | Hưng Yên       | Bộ trưởng Bộ Tư pháp                                             | Phó Chánh Văn phòng Trung ương Đảng                                                     | 08/2024-nay                                  |                                                                                        |                       |                                  |
| 92                                                   | Đoàn Hồng Phong (1963-)      | Nam Định       |                                                                  | Bí thư Tỉnh ủy Nam Định                                                                 |                                              | Tổng Thanh tra Chính phủ                                                               | 04/2021-nay           |                                  |
| 93                                                   | Lê Quốc Phong (1978-)        | Hà Nội         |                                                                  | Bí thư Tỉnh ủy Đồng Tháp                                                                |                                              | Bí thư Tỉnh ủy Đồng Tháp                                                               | 10/2020-nay           |                                  |
| 94                                                   | Đặng Xuân Phong (1972-)      | Vĩnh Phúc      |                                                                  | Bí thư Tỉnh ủy Chủ tịch Hội đồng Nhân dân tỉnh Lào Cai                                  |                                              | Bí thư Tỉnh ủy Lào Cai                                                                 | 06/2021-01/2025       |                                  |
| 94                                                   | Đặng Xuân Phong (1972-)      | Vĩnh Phúc      | Bí thư Tỉnh ủy Vĩnh Phúc                                         | Bí thư Tỉnh ủy Chủ tịch Hội đồng Nhân dân tỉnh Lào Cai                                  | 01/2025-06/2025                              |                                                                                        |                       |                                  |
| 94                                                   | Đặng Xuân Phong (1972-)      | Vĩnh Phúc      | Bí thư Tỉnh ủy Phú Thọ (mới)                                     | Bí thư Tỉnh ủy Chủ tịch Hội đồng Nhân dân tỉnh Lào Cai                                  | 07/2025-nay                                  |                                                                                        |                       |                                  |
| 95                                                   | Hồ Đức Phớc (1963-)          | Nghệ An        |                                                                  | Tổng Kiểm toán Nhà nước                                                                 |                                              | Bộ trưởng Bộ Tài chính                                                                 | 04/2021-11/2024       |                                  |
| 95                                                   | Hồ Đức Phớc (1963-)          | Nghệ An        | Phó Thủ tướng Chính phủ                                          | Tổng Kiểm toán Nhà nước                                                                 | 08/2024 - nay                                |                                                                                        |                       |                                  |
| 96                                                   | Trần Quang Phương (1961-)    | Quảng Ngãi     |                                                                  | Thượng tướng, Phó Chủ nhiệm Tổng cục Chính trị                                          |                                              | Phó Chủ tịch Quốc hội                                                                  | 07/2021-nay           |                                  |
| 97                                                   | Hoàng Đăng Quang (1961-)     | Quảng Bình     |                                                                  | Phó Trưởng ban Tổ chức Trung ương                                                       |                                              | Phó Trưởng ban thường trực Ban Tổ chức Trung ương                                      | 09/2024-nay           |                                  |
| 98                                                   | Lê Hồng Quang (1968-)        | Kiên Giang     |                                                                  | Phó Chánh án thường trực Tòa án Nhân dân Tối cao                                        |                                              | Bí thư Tỉnh ủy An Giang                                                                | 05/2021-06/2025       |                                  |
| 98                                                   | Lê Hồng Quang (1968-)        | Kiên Giang     | Phó Trưởng ban Nội chính Trung ương                              | Phó Chánh án thường trực Tòa án Nhân dân Tối cao                                        | 07/2025-nay                                  |                                                                                        |                       |                                  |
| 99                                                   | Lê Ngọc Quang (1974-)        | Thanh Hóa      |                                                                  | Phó Tổng Giám đốc thường trực Đài Truyền hình Việt Nam                                  |                                              | Tổng Giám đốc Đài Truyền hình Việt Nam                                                 | 04/2021-10/2024       |                                  |
| 99                                                   | Lê Ngọc Quang (1974-)        | Thanh Hóa      | Bí thư Tỉnh ủy Quảng Bình                                        | Phó Tổng Giám đốc thường trực Đài Truyền hình Việt Nam                                  | 10/2024-06/2025                              |                                                                                        |                       |                                  |
| 99                                                   | Lê Ngọc Quang (1974-)        | Thanh Hóa      | Bí thư Tỉnh ủy Quảng Trị (mới)                                   | Phó Tổng Giám đốc thường trực Đài Truyền hình Việt Nam                                  | 07/2024-nay                                  |                                                                                        |                       |                                  |
| 100                                                  | Trần Lưu Quang (1967-)       | Tây Ninh       |                                                                  | Phó Bí thư thường trực Thành ủy Thành phố Hồ Chí Minh                                   |                                              | Bí thư Thành ủy Hải Phòng                                                              | 05/2021-01/2023       |                                  |
| 100                                                  | Trần Lưu Quang (1967-)       | Tây Ninh       | Phó Thủ tướng                                                    | Phó Bí thư thường trực Thành ủy Thành phố Hồ Chí Minh                                   | 01/2023-08/2024                              |                                                                                        |                       |                                  |
| 100                                                  | Trần Lưu Quang (1967-)       | Tây Ninh       |                                                                  | Phó Bí thư thường trực Thành ủy Thành phố Hồ Chí Minh                                   | Trưởng ban Chính sách, Chiến lược Trung ương | 08/2024-nay                                                                            |                       |                                  |
| 101                                                  | Lương Tam Quang (1965-)      | Hưng Yên       |                                                                  | Trung tướng, Thứ trưởng Bộ Công an                                                      |                                              | Thượng tướng, Thứ trưởng Bộ Công an                                                    | 01/2022-06/2024       |                                  |
| 101                                                  | Lương Tam Quang (1965-)      | Hưng Yên       |                                                                  | Trung tướng, Thứ trưởng Bộ Công an                                                      | Đại tướng, Bộ trưởng Bộ Công an              | 06/2024-nay                                                                            |                       |                                  |
| 102                                                  | Nguyễn Văn Quảng (1969-)     | Hải Phòng      |                                                                  | Bí thư Thành ủy Đà Nẵng                                                                 |                                              | Bí thư Thành ủy Đà Nẵng                                                                | 10/2020-nay           |                                  |
| 103                                                  | Vũ Hải Quân (1974-)          | Ninh Bình      |                                                                  | Giám đốc Đại học Quốc gia Thành phố Hồ Chí Minh                                         |                                              | Giám đốc Đại học Quốc gia Thành phố Hồ Chí Minh                                        | 01/2021-nay           |                                  |
| 104                                                  | Thái Thanh Quý (1976-)       | Nghệ An        |                                                                  | Bí thư Tỉnh ủy Nghệ An                                                                  |                                              | Bí thư Tỉnh ủy Nghệ An Chủ tịch Hội đồng Nhân dân tỉnh                                 | 07/2021-10/2024       |                                  |
| 104                                                  | Thái Thanh Quý (1976-)       | Nghệ An        | Phó Trưởng ban thường trực Ban Chính sách, Chiến lược Trung ương | Bí thư Tỉnh ủy Nghệ An                                                                  | 10/2024-nay                                  |                                                                                        |                       |                                  |
| 105                                                  | Trịnh Văn Quyết (1966-)      | Hải Dương      |                                                                  | Trung tướng, Chính ủy Quân khu 2                                                        |                                              | Thượng tướng, Phó Chủ nhiệm Tổng cục Chính trị                                         | 08/2023-06/2024       |                                  |
| 105                                                  | Trịnh Văn Quyết (1966-)      | Hải Dương      |                                                                  | Trung tướng, Chính ủy Quân khu 2                                                        | Đại tướng, Chủ nhiệm Tổng cục Chính trị      | 07/2025-nay                                                                            |                       |                                  |
| 106                                                  | Trần Văn Rón (1961-)         | Vĩnh Long      |                                                                  | Bí thư Tỉnh ủy Vĩnh Long                                                                |                                              | Phó Chủ nhiệm thường trực Ủy ban Kiểm tra Trung ương                                   | 02/2021-nay           |                                  |
| 107                                                  | Vũ Hải Sản (1961-)           | Nam Định       |                                                                  | Trung tướng, Thứ trưởng Bộ Quốc phòng                                                   |                                              | Thượng tướng, Thứ trưởng Bộ Quốc phòng                                                 | 07/2020-nay           |                                  |
| 108                                                  | Nguyễn Kim Sơn (1966-)       | Hải Phòng      |                                                                  | Chủ tịch Hội đồng, Giám đốc Đại học Quốc gia Hà Nội                                     |                                              | Bộ trưởng Bộ Giáo dục và Đào tạo                                                       | 04/2021-nay           |                                  |
| 109                                                  | Bùi Thanh Sơn (1962-)        | Hà Nội         |                                                                  | Thứ trưởng thường trực Bộ Ngoại giao                                                    |                                              | Bộ trưởng Bộ Ngoại giao                                                                | 04/2021-nay           |                                  |
| 109                                                  | Bùi Thanh Sơn (1962-)        | Hà Nội         | Phó Thủ tướng Chính phủ                                          | Thứ trưởng thường trực Bộ Ngoại giao                                                    | 08/2024 - nay                                |                                                                                        |                       |                                  |
| 110                                                  | Trần Văn Sơn (1961-)         | Nam Định       |                                                                  | Phó Chủ nhiệm Văn phòng Chính phủ                                                       |                                              | Bộ trưởng, Chủ nhiệm Văn phòng Chính phủ                                               | 04/2021-nay           |                                  |
| 111                                                  | Đỗ Tiến Sỹ (1965-)           | Hưng Yên       |                                                                  | Bí thư Tỉnh ủy Hưng Yên                                                                 |                                              | Tổng Giám đốc Đài Tiếng nói Việt Nam                                                   | 06/2021-nay           |                                  |
| 112                                                  | Nguyễn Thành Tâm (1974-)     | Tây Ninh       |                                                                  | Bí thư Tỉnh ủy Chủ tịch Hội đồng Nhân dân tỉnh Tây Ninh                                 |                                              | Phó Trưởng ban Tổ chức Trung ương                                                      | 02/2025-nay           |                                  |
| 113                                                  | Lê Đức Thái (1967-)          | Quảng Ninh     |                                                                  | Thiếu tướng, Tư lệnh Bộ đội Biên phòng                                                  |                                              | Trung tướng, Tư lệnh Bộ đội Biên phòng                                                 | 08/2021-nay           |                                  |
| 114                                                  | Nguyễn Hồng Thái (1969-)     | Hưng Yên       |                                                                  | Trung tướng, Tư lệnh Quân khu 1                                                         |                                              | Thượng tướng, Thứ trưởng Bộ Quốc phòng                                                 | 05/2025-nay           |                                  |
| 115                                                  | Nguyễn Đức Thanh (1962-)     | Hà Tĩnh        |                                                                  | Bí thư Tỉnh ủy Ninh Thuận Chủ tịch Hội đồng Nhân dân tỉnh                               |                                              | Bí thư Tỉnh ủy Ninh Thuận                                                              | 06/2021-06/2025       |                                  |
| 115                                                  | Nguyễn Đức Thanh (1962-)     | Hà Tĩnh        | Phó Bí thư Tỉnh ủy Khánh Hòa (mới)                               | Bí thư Tỉnh ủy Ninh Thuận Chủ tịch Hội đồng Nhân dân tỉnh                               | 07/2025-nay                                  |                                                                                        |                       |                                  |
| 116                                                  | Vũ Hồng Thanh (1962-)        | Hải Dương      |                                                                  | Chủ nhiệm Ủy ban Kinh tế Quốc hội                                                       |                                              | Phó Chủ tịch Quốc hội                                                                  | 02/2025-nay           |                                  |
| 117                                                  | Lâm Thị Phương Thanh (1967-) | Ninh Bình      |                                                                  | Bí thư Tỉnh ủy Lạng Sơn                                                                 |                                              | Phó Chánh Văn phòng thường trực Văn phòng Trung ương Đảng                              | 07/2021-nay           |                                  |
| 118                                                  | Trần Sỹ Thanh (1971-)        | Nghệ An        |                                                                  | Phó Chủ nhiệm Văn phòng Quốc hội                                                        |                                              | Tổng Kiểm toán Nhà nước                                                                | 04/2021-07/2022       |                                  |
| 118                                                  | Trần Sỹ Thanh (1971-)        | Nghệ An        | Phó Bí thư Thành ủy Chủ tịch Ủy ban nhân dân thành phố Hà Nội    | Phó Chủ nhiệm Văn phòng Quốc hội                                                        | 07/2022-nay                                  |                                                                                        |                       |                                  |
| 119                                                  | Nguyễn Thị Thanh (1967-)     | Ninh Bình      |                                                                  | Phó Trưởng ban Tổ chức Trung ương Phó Trưởng ban Công tác đại biểu Quốc hội             |                                              | Phó Trưởng ban Tổ chức Trung ương Trưởng ban Công tác đại biểu Quốc hội                | 04/2021-06/2024       |                                  |
| 119                                                  | Nguyễn Thị Thanh (1967-)     | Ninh Bình      | Phó Chủ tịch Quốc hội                                            | Phó Trưởng ban Tổ chức Trung ương Phó Trưởng ban Công tác đại biểu Quốc hội             | 06/2024-nay                                  |                                                                                        |                       |                                  |
| 120                                                  | Phạm Viết Thanh (1962-)      | Quảng Nam      |                                                                  | Bí thư Tỉnh ủy Bà Rịa – Vũng Tàu                                                        |                                              | Bí thư Tỉnh ủy Chủ tịch Hội đồng Nhân dân tỉnh Bà Rịa - Vũng Tàu                       | 06/2021-06/2025       |                                  |
| 121                                                  | Nghiêm Xuân Thành (1969-)    | Vĩnh Phúc      |                                                                  | Chủ tịch HĐQT Ngân hàng thương mại cổ phần Ngoại thương Việt Nam                        |                                              | Bí thư Tỉnh ủy Hậu Giang                                                               | 07/2021-10/2024       |                                  |
| 121                                                  | Nghiêm Xuân Thành (1969-)    | Vĩnh Phúc      | Bí thư Tỉnh ủy Khánh Hòa                                         | Chủ tịch HĐQT Ngân hàng thương mại cổ phần Ngoại thương Việt Nam                        | 11/2024-nay                                  |                                                                                        |                       |                                  |
| 122                                                  | Huỳnh Chiến Thắng (1965-)    | Bến Tre        |                                                                  | Trung tướng, Phó Tổng Tham mưu trưởng                                                   |                                              | Thượng tướng, Phó Tổng Tham mưu trưởng                                                 | 11/2022-nay           |                                  |
| 123                                                  | Vũ Đại Thắng (1975-)         | Hà Nội         |                                                                  | Bí thư Tỉnh ủy Quảng Bình                                                               |                                              | Bí thư Tỉnh ủy Quảng Ninh                                                              | 10/2024-nay           |                                  |
| 124                                                  | Trần Đức Thắng (1973-)       | Vĩnh Phúc      |                                                                  | Phó Chủ nhiệm Ủy ban Kiểm tra Trung ương                                                |                                              | Bí thư Tỉnh ủy Hải Dương                                                               | 10/2022-06/2025       |                                  |
| 124                                                  | Trần Đức Thắng (1973-)       | Vĩnh Phúc      | Phó Tổng Thanh tra thường trực Thanh tra Chính phủ               | Phó Chủ nhiệm Ủy ban Kiểm tra Trung ương                                                | 07/2025-07/2025                              |                                                                                        |                       |                                  |
| 124                                                  | Trần Đức Thắng (1973-)       | Vĩnh Phúc      | Quyền Bộ trưởng Bộ Nông nghiệp và Môi trường                     | Phó Chủ nhiệm Ủy ban Kiểm tra Trung ương                                                | 07/2025-nay                                  |                                                                                        |                       |                                  |
| 125                                                  | Phạm Tất Thắng (1970-)       | Hải Dương      |                                                                  | Phó Chủ nhiệm Ủy ban Văn hóa, Giáo dục, Thanh niên, Thiếu niên và Nhi đồng của Quốc hội |                                              | Phó Trưởng ban Tuyên giáo và Dân vận Trung ương                                        | 05/2021-nay           |                                  |
| 126                                                  | Nguyễn Trường Thắng (1970-)  | Bình Dương     |                                                                  | Thiếu tướng, Tư lệnh Quân khu 7                                                         |                                              | Trung tướng, Tư lệnh Quân khu 7                                                        | 01/2023-06/2025       |                                  |
| 126                                                  | Nguyễn Trường Thắng (1970-)  | Bình Dương     | Thượng tướng, Thứ trưởng Bộ Quốc phòng                           | Thiếu tướng, Tư lệnh Quân khu 7                                                         | 07/2025-nay                                  |                                                                                        |                       |                                  |
| 127                                                  | Nguyễn Văn Thắng (1973-)     | Hà Nội         |                                                                  | Bí thư Tỉnh ủy Điện Biên                                                                |                                              | Bộ trưởng Bộ Giao thông Vận tải                                                        | 10/2022-11/2024       |                                  |
| 127                                                  | Nguyễn Văn Thắng (1973-)     | Hà Nội         | Bộ trưởng Bộ Tài chính                                           | Bí thư Tỉnh ủy Điện Biên                                                                | 11/2024-nay                                  |                                                                                        |                       |                                  |
| 128                                                  | Nguyễn Xuân Thắng (1957-)    | Nghệ An        |                                                                  | Chủ tịch Hội đồng Lý luận Trung ương Giám đốc Học viện Chính trị Quốc gia Hồ Chí Minh   |                                              | Chủ tịch Hội đồng Lý luận Trung ương Giám đốc Học viện Chính trị Quốc gia Hồ Chí Minh  | 03/2018-nay           |                                  |
| 129                                                  | Lê Thị Thủy (1964-)          | Nghệ An        |                                                                  | Bí thư Tỉnh ủy Hà Nam                                                                   |                                              | Bí thư Tỉnh ủy Chủ tịch Hội đồng Nhân dân tỉnh Hà Nam                                  | 07/2021-02/2025       |                                  |
| 129                                                  | Lê Thị Thủy (1964-)          | Nghệ An        | Phó Bí thư Đảng ủy Chính phủ                                     | Bí thư Tỉnh ủy Hà Nam                                                                   | 02/2025-nay                                  |                                                                                        |                       |                                  |
| 130                                                  | Trần Quốc Tỏ (1962-)         | Ninh Bình      |                                                                  | Trung tướng, Thứ trưởng Bộ Công an                                                      |                                              | Thượng tướng, Thứ trưởng Bộ Công an                                                    | 01/2022-nay           |                                  |
| 131                                                  | Lê Tấn Tới (1969-)           | Cà Mau         |                                                                  | Thiếu tướng, Thứ trưởng Bộ Công an                                                      |                                              | Chủ nhiệm Ủy ban Quốc phòng, An ninh và Đối ngoại Quốc hội                             | 07/2021-nay           |                                  |
| 131                                                  | Lê Tấn Tới (1969-)           | Cà Mau         | Thượng tướng, Thứ trưởng Bộ Công an                              | Thiếu tướng, Thứ trưởng Bộ Công an                                                      | 06/2025-nay                                  |                                                                                        |                       |                                  |
| 132                                                  | Phạm Thị Thanh Trà (1964-)   | Nghệ An        |                                                                  | Phó Trưởng ban Tổ chức Trung ương Thứ trưởng Bộ Nội vụ                                  |                                              | Phó Trưởng ban Tổ chức Trung ương Bộ trưởng Bộ Nội vụ                                  | 04/2021-nay           |                                  |
| 133                                                  | Phan Đình Trạc (1958-)       | Nghệ An        |                                                                  | Trưởng ban Nội chính Trung ương                                                         |                                              | Trưởng ban Nội chính Trung ương                                                        | 02/2016-nay           |                                  |
| 134                                                  | Dương Văn Trang (1961-)      | Quảng Ngãi     |                                                                  | Bí thư Tỉnh ủy Kon Tum                                                                  |                                              | Bí thư Tỉnh ủy Chủ tịch Hội đồng Nhân dân tỉnh Kon Tum                                 | 07/2021-06/2025       |                                  |
| 135                                                  | Lê Minh Trí (1960-)          | TP.HCM         |                                                                  | Viện trưởng Viện Kiểm sát Nhân dân Tối cao                                              |                                              | Chánh án Tòa án Nhân dân tối cao                                                       | 08/2024-nay           |                                  |
| 136                                                  | Nguyễn Đình Trung (1973-)    | Nghệ An        |                                                                  | Phó Bí thư Tỉnh ủy Chủ tịch Ủy ban Nhân dân tỉnh Đắk Nông                               |                                              | Bí thư Tỉnh ủy Đắk Lắk                                                                 | 05/2021-nay           |                                  |
| 137                                                  | Lê Hoài Trung (1961-)        | Thừa Thiên Huế |                                                                  | Thứ trưởng Bộ Ngoại giao                                                                |                                              | Trưởng ban Đối ngoại Trung ương                                                        | 03/2021-02/2025       |                                  |
| 137                                                  | Lê Hoài Trung (1961-)        | Thừa Thiên Huế | Chánh Văn phòng Trung ương Đảng                                  | Thứ trưởng Bộ Ngoại giao                                                                | 02/2025-nay                                  |                                                                                        |                       |                                  |
| 138                                                  | Trần Cẩm Tú (1961-)          | Hà Tĩnh        |                                                                  | Chủ nhiệm Ủy ban Kiểm tra Trung ương                                                    |                                              | Chủ nhiệm Ủy ban Kiểm tra Trung ương                                                   | 05/2018-01/2025       |                                  |
| 138                                                  | Trần Cẩm Tú (1961-)          | Hà Tĩnh        | Thường trực Ban Bí thư                                           | Chủ nhiệm Ủy ban Kiểm tra Trung ương                                                    | 10/2024-nay                                  |                                                                                        |                       |                                  |
| 139                                                  | Nguyễn Anh Tuấn (1979-)      | Thanh Hóa      |                                                                  | Bí thư thứ nhất Trung ương Đoàn                                                         |                                              | Bí thư Tỉnh ủy Bắc Ninh                                                                | 07/2022-06/2025       |                                  |
| 139                                                  | Nguyễn Anh Tuấn (1979-)      | Thanh Hóa      | Phó Trưởng ban Chính sách, chiến lược Trung ương                 | Bí thư thứ nhất Trung ương Đoàn                                                         | 07/2025-nay                                  |                                                                                        |                       |                                  |
| 140                                                  | Ngô Văn Tuấn (1971-)         | Bắc Ninh       |                                                                  | Bí thư Tỉnh ủy Hòa Bình                                                                 |                                              | Phó Tổng Kiểm toán, phụ trách Kiểm toán Nhà nước                                       | 07/2022-10/2022       |                                  |
| 140                                                  | Ngô Văn Tuấn (1971-)         | Bắc Ninh       | Tổng Kiểm toán Nhà nước                                          | Bí thư Tỉnh ủy Hòa Bình                                                                 | 10/2022-nay                                  |                                                                                        |                       |                                  |
| 141                                                  | Phạm Gia Túc (1965-)         | Nam Định       |                                                                  | Phó Trưởng ban Nội chính Trung ương                                                     |                                              | Bí thư Tỉnh ủy Nam Định                                                                | 05/2021-11/2024       |                                  |
| 141                                                  | Phạm Gia Túc (1965-)         | Nam Định       | Phó Chánh Văn phòng Trung ương Đảng                              | Phó Trưởng ban Nội chính Trung ương                                                     | 11/2024-nay                                  |                                                                                        |                       |                                  |
| 142                                                  | Hoàng Thanh Tùng (1966-)     | Nghệ An        |                                                                  | Chủ nhiệm Ủy ban Pháp luật Quốc hội                                                     |                                              | Chủ nhiệm Ủy ban Pháp luật và Tư pháp Quốc hội                                         | 02/2025-nay           |                                  |
| 143                                                  | Lê Quang Tùng (1971-)        | Hà Tĩnh        |                                                                  | Bí thư Tỉnh ủy Quảng Trị                                                                |                                              | Chủ nhiệm Văn phòng Quốc hội Tổng thư ký Quốc hội                                      | 11/2024-nay           |                                  |
| 144                                                  | Nguyễn Thị Tuyến (1971-)     | Hà Nội         |                                                                  | Phó Bí thư Thường trực Thành ủy Hà Nội                                                  |                                              | Chủ tịch Hội Liên hiệp Phụ nữ Việt Nam                                                 | 11/2024-nay           |                                  |
| 145                                                  | Bùi Thị Quỳnh Vân (1974-)    | Quảng Ngãi     |                                                                  | Bí thư Tỉnh ủy Chủ tịch Hội đồng Nhân dân tỉnh Quảng Ngãi                               |                                              | Bí thư Tỉnh ủy Chủ tịch Hội đồng Nhân dân tỉnh Quảng Ngãi                              | 10/2020-06/2025       |                                  |
| 145                                                  | Bùi Thị Quỳnh Vân (1974-)    | Quảng Ngãi     | Bí thư Tỉnh ủy Quảng Ngãi (mới)                                  | Bí thư Tỉnh ủy Chủ tịch Hội đồng Nhân dân tỉnh Quảng Ngãi                               | 07/2025-nay                                  |                                                                                        |                       |                                  |
| 146                                                  | Nguyễn Đắc Vinh (1972-)      | Nghệ An        |                                                                  | Phó Chánh Văn phòng Trung ương Đảng                                                     |                                              | Chủ nhiệm Ủy ban Văn hóa và Xã hội của Quốc hội                                        | 02/2025-nay           |                                  |
| 147                                                  | Lê Huy Vịnh (1961-)          | Hà Nội         |                                                                  | Thượng tướng, Thứ trưởng Bộ Quốc phòng                                                  |                                              | Thượng tướng, Thứ trưởng Bộ Quốc phòng                                                 | 10/2020-nay           |                                  |
| 148                                                  | Võ Thị Ánh Xuân (1970-)      | An Giang       |                                                                  | Bí thư Tỉnh ủy An Giang                                                                 |                                              | Phó Chủ tịch nước                                                                      | 04/2021-nay           |                                  |
| Bị kỷ luật (cách chức, khai trừ), thôi chức, qua đời |                              |                |                                                                  |                                                                                         |                                              |                                                                                        |                       |                                  |
| 1                                                    | Nguyễn Phú Trọng (1944-2024) | Hà Nội         |                                                                  | Tổng Bí thư, Chủ tịch nước                                                              |                                              | Tổng Bí thư                                                                            | 04/2021-07/2024       | Qua đời                          |
| 2                                                    | Nguyễn Văn Hùng (1964-2022)  | Quảng Nam      |                                                                  | Phó Chủ nhiệm Ủy ban Kiểm tra Trung ương                                                |                                              | Phó Chủ nhiệm Ủy ban Kiểm tra Trung ương                                               | 05/2020-11/2022       | Qua đời                          |
| 3                                                    | Lê Văn Thành (1962-2023)     | Hải Phòng      |                                                                  | Bí thư Thành ủy Chủ tịch Hội đồng Nhân dân Thành phố Hải Phòng                          |                                              | Phó Thủ tướng                                                                          | 04/2021-08/2023       | Qua đời                          |
| 4                                                    | Trần Văn Nam (1963-)         | Bình Dương     |                                                                  | Bí thư Tỉnh ủy Bình Dương                                                               |                                              | Bí thư Tỉnh ủy Bình Dương                                                              | 10/2015-07/2021       | Khởi tố và cách chức             |
| 5                                                    | Lê Đức Thọ (1970)            | Phú Thọ        |                                                                  | Chủ tịch HĐQT Ngân hàng Thương mại cổ phần Công thương Việt Nam                         |                                              | Bí thư Tỉnh ủy Bến Tre                                                                 | 07/2021-10/2023       | Khởi tố và cách chức             |
| 6                                                    | Chu Ngọc Anh (1965-)         | Hà Nội         |                                                                  | Phó Bí thư Thành ủy Chủ tịch UBND TP. Hà Nội                                            |                                              | Phó Bí thư Thành ủy Chủ tịch UBND TP. Hà Nội                                           | 09/2020-06/2022       | Khởi tố và khai trừ Đảng         |
| 7                                                    | Nguyễn Thanh Long (1966-)    | Nam Định       |                                                                  | Bộ trưởng Bộ Y tế                                                                       |                                              | Bộ trưởng Bộ Y tế                                                                      | 11/2020-06/2022       | Khởi tố và khai trừ Đảng         |
| 7                                                    | Nguyễn Thanh Long (1966-)    | Nam Định       | Trưởng ban Bảo vệ, Chăm sóc sức khỏe cán bộ trung ương           | Bộ trưởng Bộ Y tế                                                                       | 12/2021-06/2022                              |                                                                                        |                       | Khởi tố và khai trừ Đảng         |
| 8                                                    | Phạm Xuân Thăng (1966-)      | Hải Dương      |                                                                  | Bí thư Tỉnh ủy Hải Dương                                                                |                                              | Bí thư Tỉnh ủy Chủ tịch Hội đồng Nhân dân tỉnh Hải Dương                               | 03/2021-09/2022       | Khởi tố và khai trừ Đảng         |
| 9                                                    | Trần Đức Quận (1967-)        | Lâm Đồng       |                                                                  | Bí thư Tỉnh uỷ Chủ tịch Hội đồng Nhân dân tỉnh Lâm Đồng                                 |                                              | Bí thư Tỉnh uỷ Chủ tịch Hội đồng Nhân dân tỉnh Lâm Đồng                                | 10/2020- 1/2024       | Khởi tố và khai trừ Đảng         |
| 10                                                   | Hoàng Thị Thúy Lan (1966-)   | Vĩnh Phúc      |                                                                  | Bí thư Tỉnh ủy Chủ tịch Hội đồng nhân dân tỉnh Vĩnh Phúc                                |                                              | Bí thư Tỉnh ủy Chủ tịch Hội đồng nhân dân tỉnh Vĩnh Phúc                               | 02/2015-03/2024       | Khởi tố và khai trừ Đảng         |
| 11                                                   | Dương Văn Thái (1970-)       |                |                                                                  | Bí thư Tỉnh ủy Chủ tịch Hội đồng Nhân dân tỉnh Bắc Giang                                |                                              | Bí thư Tỉnh ủy Bắc Giang                                                               | 06/2021-05/2024       | Khởi tố và khai trừ Đảng         |
| 12                                                   | Nguyễn Thành Phong (1962-)   | Bến Tre        |                                                                  | Phó Bí thư Thành ủy Chủ tịch Ủy ban Nhân dân TP. Hồ Chí Minh                            |                                              | Phó Trưởng ban Kinh tế Trung ương                                                      | 08/2021-10/2022       | Kỉ luật cảnh cáo và thôi chức    |
| 13                                                   | Bùi Nhật Quang (1975-)       | Hà Nội         |                                                                  | Chủ tịch Viện Hàn lâm Khoa học Xã hội Việt Nam                                          |                                              | Chủ tịch Viện Hàn lâm Khoa học Xã hội Việt Nam                                         | 11/2019-10/2022       | Kỉ luật cảnh cáo và thôi chức    |
| 14                                                   | Huỳnh Tấn Việt (1962-)       | Phú Yên        |                                                                  | Bí thư Đảng ủy Khối các cơ quan Trung ương                                              |                                              | Bí thư Đảng ủy Khối các cơ quan Trung ương                                             | 10/2020-10/2022       | Kỉ luật cảnh cáo và thôi chức    |
| 15                                                   | Vũ Đức Đam (1963-)           | Hải Dương      |                                                                  | Phó Thủ tướng Chính phủ                                                                 |                                              | Phó Thủ tướng Chính phủ                                                                | 11/2013-01/2023       | Thôi chức                        |
| 16                                                   | Phạm Bình Minh (1959-)       | Nam Định       |                                                                  | Phó Thủ tướng Chính phủ Bộ trưởng Bộ Ngoại giao                                         |                                              | Bộ trưởng Bộ Ngoại giao                                                                | 08/2011-04/2021       | Thôi chức                        |
| 16                                                   | Phạm Bình Minh (1959-)       | Nam Định       |                                                                  | Phó Thủ tướng Chính phủ Bộ trưởng Bộ Ngoại giao                                         | Phó Thủ tướng Chính phủ                      | 11/2013-08/2021                                                                        |                       | Thôi chức                        |
| 16                                                   | Phạm Bình Minh (1959-)       | Nam Định       |                                                                  | Phó Thủ tướng Chính phủ Bộ trưởng Bộ Ngoại giao                                         | Phó Thủ tướng thường trực Chính phủ          | 09/2021-01/2023                                                                        |                       | Thôi chức                        |
| 17                                                   | Nguyễn Xuân Phúc (1954-)     | Quảng Nam      | Thủ tướng                                                        |                                                                                         | Chủ tịch nước                                | 04/2021-01/2023                                                                        | Cách chức mọi chức vụ |                                  |
| 18                                                   | Nguyễn Phú Cường (1967-)     | Bình Dương     |                                                                  | Bí thư Tỉnh ủy Đồng Nai                                                                 |                                              | Chủ nhiệm Ủy ban Tài chính - Ngân sách Quốc hội                                        | 07/2021-05/2023       | Thôi chức                        |
| 19                                                   | Điểu K'Ré (1968-)            | Đắk Nông       |                                                                  | Phó Trưởng ban thường trực Ban Dân vận Trung ương                                       |                                              | Phó Bí thư thường trực Tỉnh ủy Đắk Nông                                                | 05/2021-10/2023       | Thôi chức                        |
| 20                                                   | Phan Việt Cường (1963-)      | Quảng Nam      |                                                                  | Bí thư Tỉnh ủy Quảng Nam Chủ tịch Hội đồng nhân dân tỉnh                                |                                              | Bí thư Tỉnh ủy Quảng Nam Chủ tịch Hội đồng nhân dân tỉnh                               | 01/2019-01/2024       | Thôi chức                        |
| 21                                                   | Trần Tuấn Anh (1964-)        | Quảng Ngãi     |                                                                  | Bộ trưởng Bộ Công thương Phó Trưởng ban Kinh tế Trung ương                              |                                              | Bộ trưởng Bộ Công thương                                                               | 04/2016-04/2021       | Thôi chức                        |
| 21                                                   | Trần Tuấn Anh (1964-)        | Quảng Ngãi     |                                                                  | Bộ trưởng Bộ Công thương Phó Trưởng ban Kinh tế Trung ương                              | Trưởng ban Kinh tế Trung ương                | 02/2021-01/2024                                                                        |                       | Thôi chức                        |
| 22                                                   | Võ Văn Thưởng (1970-)        | Vĩnh Long      |                                                                  | Trưởng ban Tuyên giáo Trung ương                                                        |                                              | Thường trực Ban Bí thư                                                                 | 02/2021-03/2023       | Cách chức mọi chức vụ            |
| 22                                                   | Võ Văn Thưởng (1970-)        | Vĩnh Long      | Chủ tịch nước Cộng hòa xã hội chủ nghĩa Việt Nam                 | Trưởng ban Tuyên giáo Trung ương                                                        | 03/2023-03/2024                              |                                                                                        |                       | Cách chức mọi chức vụ            |
| 23                                                   | Vương Đình Huệ (1957-)       | Nghệ An        |                                                                  | Bí thư Thành ủy Hà Nội                                                                  |                                              | Chủ tịch Quốc hội                                                                      | 03/2021-04/2024       | Cách chức mọi chức vụ            |
| 24                                                   | Trương Thị Mai (1958-)       | Quảng Bình     |                                                                  | Trưởng ban Dân vận Trung ương                                                           |                                              | Trưởng ban Tổ chức Trung ương                                                          | 04/2021-05/2024       | Kỉ luật khiển trách và thôi chức |
| 24                                                   | Trương Thị Mai (1958-)       | Quảng Bình     |                                                                  | Trưởng ban Dân vận Trung ương                                                           | Thường trực Ban Bí thư                       | 03/2023-05/2024                                                                        |                       | Kỉ luật khiển trách và thôi chức |
| 25                                                   | Đinh Tiến Dũng (1961-)       | Ninh Bình      |                                                                  | Bộ trưởng Bộ Tài chính                                                                  |                                              | Bí thư Thành ủy Hà Nội                                                                 | 04/2021-06/2024       | Thôi chức                        |
| 26                                                   | Lê Minh Khái (1964-)         | Bạc Liêu       |                                                                  | Tổng Thanh tra Chính phủ                                                                |                                              | Phó Thủ tướng                                                                          | 04/2021-08/2024       | Cách chức mọi chức vụ            |
| 27                                                   | Đặng Quốc Khánh (1976-)      | Hà Tĩnh        |                                                                  | Bí thư Tỉnh ủy Hà Giang                                                                 |                                              | Bộ trưởng Bộ Tài nguyên và Môi trường                                                  | 05/2023-08/2024       | Thôi chức                        |
| 28                                                   | Nguyễn Xuân Ký (1972-)       | Nam Định       |                                                                  | Bí thư Tỉnh ủy Chủ tịch Hội đồng nhân dân tỉnh Quảng Ninh                               |                                              | Bí thư Tỉnh ủy Chủ tịch Hội đồng nhân dân tỉnh Quảng Ninh                              | 09/2019-08/2024       | Thôi chức                        |
| 29                                                   | Chẩu Văn Lâm (1967-)         | Tuyên Quang    |                                                                  | Bí thư Tỉnh ủy Tuyên Quang                                                              |                                              | Bí thư Tỉnh ủy Tuyên Quang                                                             | 03/2015-08/2024       | Thôi chức                        |
| 30                                                   | Bùi Văn Cường (1965-)        | Hải Dương      |                                                                  | Bí thư Tỉnh ủy Đắk Lắk                                                                  |                                              | Chủ nhiệm Văn phòng Quốc hội Tổng thư ký Quốc hội Việt Nam                             | 04/2021-10/2024       | Thôi chức                        |
| 31                                                   | Nguyễn Văn Thể (1966-)       | Đồng Tháp      |                                                                  | Bộ trưởng Bộ Giao thông Vận tải                                                         |                                              | Bí thư Đảng ủy Khối các cơ quan Trung ương                                             | 10/2022-11/2024       | Kỉ luật cảnh cáo và thôi chức    |
| 32                                                   | Dương Văn An (1971-)         | Thừa Thiên Huế |                                                                  | Bí thư Tỉnh ủy Bình Thuận                                                               |                                              | Bí thư Tỉnh ủy Vĩnh Phúc                                                               | 03/2024-01/2025       | Kỉ luật cảnh cáo và thôi chức    |
| 33                                                   | Nguyễn Văn Hiếu (1976-)      | Bình Định      |                                                                  | Bí thư Thành ủy Cần Thơ                                                                 |                                              | Phó Trưởng ban Tuyên giáo Trung ương                                                   | 01/2025-04/2025       | Kỉ luật cảnh cáo và thôi chức    |
| 34                                                   | Đỗ Đức Duy (1970-)           | Thái Bình      |                                                                  | Bí thư Tỉnh ủy Yên Bái                                                                  |                                              | Bí thư Tỉnh ủy Yên Bái                                                                 | 09/2020-08/2024       | Kỉ luật cảnh cáo và thôi chức    |
| 34                                                   | Đỗ Đức Duy (1970-)           | Thái Bình      | Bộ trưởng Bộ Tài nguyên và Môi trường                            | Bí thư Tỉnh ủy Yên Bái                                                                  | 08/2024 - 02/2025                            |                                                                                        |                       | Kỉ luật cảnh cáo và thôi chức    |
| 34                                                   | Đỗ Đức Duy (1970-)           | Thái Bình      | Bộ trưởng Bộ Nông nghiệp và Môi trường                           | Bí thư Tỉnh ủy Yên Bái                                                                  | 02/2025-07/2025                              |                                                                                        |                       | Kỉ luật cảnh cáo và thôi chức    |
| 35                                                   | Võ Chí Công (1979-)          | Sóc Trăng      |                                                                  | Ủy viên Ban Thường vụ Tỉnh ủy Trưởng ban Tổ chức Tỉnh uỷ Sóc Trăng                      |                                              | Ủy viên Ban Thường vụ Thành ủy Trưởng ban Tuyên giáo và Dân vận Thành ủy Cần Thơ (mới) | 07/2025-07/2025       | Kỉ luật cảnh cáo và thôi chức    |

## Ủy viên dự khuyết Ban Chấp hành Trung ương (18)
Ủy viên dự khuyết Trung ương Đảng
Nguồn:
| STT | Họ tên (sinh-mất)               | Nguyên quán | Chức vụ cũ | Chức vụ cũ                                                                | Chức vụ hiện nay | Chức vụ hiện nay                                                 | Chức vụ hiện nay |
| STT | Họ tên (sinh-mất)               | Nguyên quán | Chức vụ cũ | Chức vụ cũ                                                                | Chức vụ          | Chức vụ                                                          | Thời gian        |
| --- | ------------------------------- | ----------- | ---------- | ------------------------------------------------------------------------- | ---------------- | ---------------------------------------------------------------- | ---------------- |
| 1   | Nguyễn Hoài Anh (1977-)         | Quảng Nam   |            | Bí thư Tỉnh uỷ Bình Thuận Chủ tịch Hội đồng nhân dân tỉnh                 |                  | Phó Bí thư thường trực Tỉnh uỷ Lâm Đồng (mới)                    | 07/2025-nay      |
| 2   | Lê Hải Bình (1977-)             | Hải Phòng   |            | Tổng Biên tập Tạp chí Cộng sản                                            |                  | Thứ trưởng thường trực Bộ Văn hóa, Thể thao và Du lịch           | 02/2025-nay      |
| 3   | Bùi Thế Duy (1978-)             | Hà Tĩnh     |            | Thứ trưởng Bộ Khoa học và Công nghệ                                       |                  | Thứ trưởng Bộ Khoa học và Công nghệ                              | 04/2018-nay      |
| 4   | Vũ Mạnh Hà (1979-)              | Hà Giang    |            | Ủy viên Ban Thường vụ Tỉnh ủy Trưởng ban Tuyên giáo Tỉnh uỷ Hà Giang      |                  | Phó Bí thư thường trực Tỉnh ủy Lai Châu                          | 06/2023-nay      |
| 5   | Nguyễn Long Hải (1976-)         | Phú Thọ     |            | Bí thư Tỉnh ủy Quảng Trị                                                  |                  | Phó Bí thư thường trực Tỉnh ủy Quảng Trị (mới)                   | 07/2025-nay      |
| 6   | Tôn Ngọc Hạnh (1980-)           | Bình Dương  |            | Bí thư Tỉnh ủy Bình Phước                                                 |                  | Phó Bí thư thường trực Tỉnh ủy Chủ tịch HĐND tỉnh Đồng Nai (mới) | 07/2025-nay      |
| 7   | U Huấn (1980-)                  | Kon Tum     |            | Phó Bí thư Tỉnh ủy Kon Tum                                                |                  | Phó Bí thư thường trực Tỉnh ủy Quảng Ngãi (mới)                  | 07/2025-nay      |
| 8   | Trịnh Việt Hùng (1977-)         | Hải Dương   |            | Phó Bí thư Tỉnh uỷ Chủ tịch UBND tỉnh Thái Nguyên                         |                  | Bí thư Tỉnh ủy Thái Nguyên                                       | 07/2024-nay      |
| 9   | Bùi Quang Huy (1977-)           | Nghệ An     |            | Bí thư thường trực Trung ương Đoàn Thanh niên Cộng sản Hồ Chí Minh        |                  | Bí thư thứ nhất Trung ương Đoàn Thanh niên Cộng sản Hồ Chí Minh  | 08/2022-nay      |
| 10  | Nguyễn Phi Long (1976-)         | Yên Bái     |            | Bí thư Tỉnh ủy Hòa Bình                                                   |                  | Phó Bí thư thường trực Tỉnh ủy Phú Thọ (mới)                     | 07/2025-nay      |
| 11  | Hồ Văn Mừng (1977-)             | Khánh Hoà   |            | Ủy viên Ban Thường vụ Tỉnh ủy Bí thư Thành ủy Nha Trang                   |                  | Phó Bí thư Tỉnh ủy Chủ tịch UBND tỉnh An Giang                   | 09/2024-nay      |
| 12  | Phan Như Nguyện (1976-)         | Bạc Liêu    |            | Ủy viên Ban Thường vụ Tỉnh ủy Phó Chủ tịch HĐND tỉnh Bạc Liêu             |                  | Phó Chủ tịch thường trực Hội Nông dân Việt Nam                   | 07/2024-nay      |
| 13  | Y Vinh Tơr (1976-)              | Đắk Lắk     |            | Ủy viên Ban Thường vụ Tỉnh ủy Chủ tịch HĐND tỉnh Đắk Lắk                  |                  | Thứ trưởng, Phó Chủ nhiệm Ủy ban Dân tộc                         | 07/2022-nay      |
| 14  | Lương Nguyễn Minh Triết (1976-) | Quảng Nam   |            | Bí thư Tỉnh ủy Quảng Nam                                                  |                  | Phó Bí thư Thành ủy Chủ tịch UBND thành phố Đà Nẵng              | 07/2025-nay      |
| 15  | Vương Quốc Tuấn (1977-)         | Bắc Ninh    |            | Ủy viên Ban Thường vụ Tỉnh ủy Phó Chủ tịch thường trực UBND tỉnh Bắc Ninh |                  | Phó Bí thư Tỉnh ủy Chủ tịch UBND tỉnh Bắc Ninh                   | 08/2024-nay      |
| 16  | Mùa A Vảng (1983-)              | Điện Biên   |            | Bí thư Huyện uỷ Điện Biên Đông                                            |                  | Chủ tịch Ủy ban Mặt trận Tổ quốc tỉnh Điện Biên                  | 08/2024-nay      |
| 17  | Huỳnh Quốc Việt (1976-)         | Cà Mau      |            | Phó Bí thư thường trực Tỉnh uỷ Bạc Liêu                                   |                  | Phó Bí thư thường trực Tỉnh uỷ Cà Mau (mới)                      | 07/2025-nay      |
| 18  | Nguyễn Minh Vũ (1976-)          | Hà Nội      |            | Thứ trưởng Bộ Ngoại giao                                                  |                  | Thứ trưởng thường trực Bộ Ngoại giao                             | 04/2021-nay      |

## Bộ Chính trị (16)
Hội nghị lần thứ nhất Ban Chấp hành Trung ương Đảng khóa XIII diễn ra ngày 31 tháng 1 năm 2021 tại Trụ sở Trung ương Đảng. Hội nghị đã tiến hành bầu Bộ Chính trị gồm 18 ủy viên. Sau các đợt điều chỉnh nhân sự, đến ngày 23/1/2025, Bộ Chính trị hiện gồm 16 uỷ viên.
| STT          | Hình ảnh    | Họ và tên                         | Chức vụ Đảng                                                                                      | Chức vụ Nhà nước, Đoàn thể                             | Ghi chú |
| Đương nhiệm  | Đương nhiệm | Đương nhiệm                       | Đương nhiệm                                                                                       | Đương nhiệm                                            | Đương nhiệm |
| ------------ | ----------- | --------------------------------- | ------------------------------------------------------------------------------------------------- | ------------------------------------------------------ | --- |
| 1            |             | Tô Lâm (1957-)                    | - Tổng Bí thư                                                                                     |                                                        | |
| 2            |             | Lương Cường (1957-)               |                                                                                                   | - Chủ tịch nước                                        | |
| 3            |             | Phạm Minh Chính (1958-)           |                                                                                                   | - Thủ tướng                                            | |
| 4            |             | Trần Thanh Mẫn (1962-)            |                                                                                                   | - Chủ tịch Quốc hội                                    | |
| 5            |             | Trần Cẩm Tú (1961-)               | - Thường trực Ban Bí thư                                                                          |                                                        | |
| 6            |             | Nguyễn Văn Nên (1957-)            | - Bí thư Thành ủy Thành phố Hồ Chí Minh                                                           |                                                        | |
| 7            |             | Phan Đình Trạc (1958-)            | - Bí thư Trung ương Đảng - Trưởng ban Nội chính Trung ương                                        |                                                        | |
| 8            |             | Đại tướng Phan Văn Giang (1960-)  |                                                                                                   | - Bộ trưởng Bộ Quốc phòng                              | |
| 9            |             | Nguyễn Hòa Bình (1958-)           | - Bí thư Trung ương Đảng                                                                          | - Phó Thủ tướng Thường trực                            | |
| 10           |             | Nguyễn Xuân Thắng (1957-)         | - Chủ tịch Hội đồng Lý luận Trung ương                                                            | - Giám đốc Học viện Chính trị Quốc gia Hồ Chí Minh     | |
| 11           |             | Lê Minh Hưng (1970-)              | - Bí thư Trung ương Đảng - Trưởng ban Tổ chức Trung ương                                          |                                                        | Bầu bổ sung tại Hội nghị Trung ương 9 (16/5/2024)                                                                 |
| 12           |             | Nguyễn Trọng Nghĩa (1962-)        | - Bí thư Trung ương Đảng - Trưởng ban Tuyên giáo và Dân vận Trung ương                            |                                                        | Bầu bổ sung tại Hội nghị Trung ương 9 (16/5/2024)                                                                 |
| 13           |             | Bùi Thị Minh Hoài (1965-)         | - Bí thư Thành ủy Hà Nội                                                                          |                                                        | Bầu bổ sung tại Hội nghị Trung ương 9 (16/5/2024)                                                                 |
| 14           |             | Đỗ Văn Chiến (1962-)              | - Bí thư Trung ương Đảng                                                                          | - Chủ tịch Ủy ban Trung ương Mặt trận Tổ quốc Việt Nam | Bầu bổ sung tại Hội nghị Trung ương 9 (16/5/2024)                                                                 |
| 15           |             | Đại tướng Lương Tam Quang (1965-) | - Bộ trưởng Bộ Công an                                                                            |                                                        | Bầu bổ sung (16/8/2024)                                                                                           |
| 16           |             | Nguyễn Duy Ngọc (1965-)           | - Bí thư Trung ương Đảng - Chủ nhiệm Uỷ ban Kiểm tra Trung ương                                   |                                                        | Bầu bổ sung (23/1/2025)                                                                                           |
| Đã qua đời   |             |                                   |                                                                                                   |                                                        | |
| 1            |             | Nguyễn Phú Trọng (1944-2024)      | - Tổng Bí thư                                                                                     |                                                        | Mất khi đang tại nhiệm ngày 19/07/2024                                                                            |
| Đã thôi chức |             |                                   |                                                                                                   |                                                        | |
| 1            |             | Nguyễn Xuân Phúc (1954-)          |                                                                                                   | - Chủ tịch nước (đến 18/01/2023)                       | Thôi tham gia Ban Chấp hành Trung ương từ ngày 17/1/2023                                                          |
| 2            |             | Võ Văn Thưởng (1970-)             | - Thường trực Ban Bí thư (đến 06/03/2023)                                                         | - Chủ tịch nước (2/3/2023-21/3/2024)                   | Thôi tham gia Ban Chấp hành Trung ương từ ngày 20/3/2024                                                          |
| 3            |             | Vương Đình Huệ (1957-)            |                                                                                                   | - Chủ tịch Quốc hội (đến 02/05/2024)                   | Thôi tham gia Ban Chấp hành Trung ương từ ngày 26/4/2024                                                          |
| 4            |             | Phạm Bình Minh (1959-)            |                                                                                                   | - Phó Thủ tướng Thường trực (đến 05/01/2023)           | Thôi tham gia Ban Chấp hành Trung ương từ ngày 30/12/2022                                                         |
| 5            | không khung | Trần Tuấn Anh (1964-)             | - Trưởng ban Kinh tế Trung ương                                                                   |                                                        | Thôi tham gia Ban Chấp hành Trung ương từ ngày 31/1/2024                                                          |
| 6            |             | Trương Thị Mai (1958-)            | - Thường trực Ban Bí thư (từ 06/03/2023) - Bí thư Trung ương Đảng - Trưởng ban Tổ chức Trung ương |                                                        | Thôi tham gia Ban Chấp hành Trung ương từ ngày 16/5/2024                                                          |
| 7            |             | Đinh Tiến Dũng (1961-)            | - Bí thư Thành ủy Hà Nội                                                                          |                                                        | Thôi tham gia Ban Chấp hành Thành uỷ, thôi giữ chức Bí thư Thành uỷ Hà Nội nhiệm kỳ 2020 - 2025 từ ngày 20/6/2024 |

## Ban Bí thư (12)
Ban Bí thư Trung ương gồm một số Ủy viên Bộ Chính trị được Bộ Chính trị phân công tham gia Ban Bí thư và 5 ủy viên được bầu tại Hội nghị lần thứ nhất. Sau một số đợt điều chỉnh nhân sự, đến ngày 23/1/2025, Ban Bí thư hiện gồm 12 uỷ viên: 8 Uỷ viên Bộ Chính trị được phân công, 4 uỷ viên được Ban Chấp hành Trung ương bầu.
| Thứ tự        | Tên                          | Chức vụ                                                                     | Ghi chú                                |
| Đương nhiệm   | Đương nhiệm                  | Đương nhiệm                                                                 | Đương nhiệm                            |
| ------------- | ---------------------------- | --------------------------------------------------------------------------- | -------------------------------------- |
| 1             | Tô Lâm (1957-)               | Tổng Bí thư                                                                 | Được bầu ngày 03/08/2024               |
| 2             | Trần Cẩm Tú (1961-)          | Ủy viên Bộ Chính trị, Thường trực Ban Bí thư                                | [ 3 ]                                  |
| 3             | Phan Đình Trạc (1958-)       | Ủy viên Bộ Chính trị, Trưởng ban Nội chính Trung ương                       | [ 3 ]                                  |
| 4             | Nguyễn Hòa Bình (1958-)      | Ủy viên Bộ Chính trị, Phó Thủ tướng Thường trực Chính phủ                   | [ 3 ]                                  |
| 5             | Lê Minh Hưng (1970-)         | Ủy viên Bộ Chính trị, Trưởng Ban Tổ chức Trung ương                         | [ 200 ]                                |
| 6             | Nguyễn Trọng Nghĩa (1962-)   | Ủy viên Bộ Chính trị, Trưởng ban Tuyên giáo và Dân vận Trung ương           | [ 200 ]                                |
| 7             | Đỗ Văn Chiến (1962-)         | Ủy viên Bộ Chính trị, Chủ tịch Ủy ban Trung ương Mặt trận Tổ quốc Việt Nam  | [ 200 ]                                |
| 8             | Nguyễn Duy Ngọc (1964-)      | Ủy viên Bộ Chính trị, Chủ nhiệm Uỷ ban Kiểm tra Trung ương                  |                                        |
| 9             | Lê Hoài Trung (1961-)        | Chánh Văn phòng Trung ương Đảng                                             | Bầu bổ sung tháng 10/2023              |
| 10            | Trịnh Văn Quyết (1966-)      | Thượng tướng, Chủ nhiệm Tổng cục Chính trị Quân đội Nhân dân Việt Nam       | Bầu bổ sung tháng 08/2024              |
| 11            | Lê Minh Trí (1960-)          | Chánh án Tòa án nhân dân tối cao                                            | Bầu bổ sung tháng 08/2024              |
| 12            | Trần Lưu Quang (1967-)       | Trưởng ban Chính sách, chiến lược Trung ương                                | Bầu bổ sung tháng 01/2025              |
| Từ trần       |                              |                                                                             |                                        |
|               | Nguyễn Phú Trọng (1944-2024) | Tổng Bí thư                                                                 | Qua đời ngày 19/07/2024                |
| Thôi tham gia |                              |                                                                             |                                        |
|               | Lương Cường (1957-)          | Ủy viên Bộ Chính trị, Thường trực Ban Bí thư                                | Thôi tham gia Ban Bí thư tháng 10/2024 |
|               | Võ Văn Thưởng (1970-)        | Ủy viên Bộ Chính trị, Thường trực Ban Bí thư                                | Thôi tham gia Ban Bí thư tháng 03/2023 |
|               | Bùi Thị Minh Hoài (1965-)    | Ủy viên Bộ Chính trị, Trưởng ban Dân vận Trung ương                         | Thôi tham gia Ban Bí thư tháng 07/2024 |
| Thôi chức vụ  |                              |                                                                             |                                        |
|               | Trương Thị Mai (1958-)       | Ủy viên Bộ Chính trị, Thường trực Ban Bí thư, Trưởng Ban Tổ chức Trung ương | Thôi chức tháng 05/2024                |
|               | Lê Minh Khái (1964-)         | Phó Thủ tướng Chính phủ                                                     | Thôi chức tháng 08/2024                |

## Ủy ban Kiểm tra Trung ương (24)
Danh sách Ủy ban Kiểm tra Trung ương được Ban Chấp hành Trung ương khóa XIII bầu ra tính tới ngày 18/10/2023 gồm 24 ủy viên:
1. Trần Cẩm Tú, Ủy viên Bộ Chính trị, Bí thư Trung ương Đảng, Chủ nhiệm Ủy ban Kiểm tra Trung ương
2. Hồ Minh Chiến
3. Nghiêm Phú Cường
4. Trần Thị Hiền
5. Nguyễn Quốc Hiệp
6. Nguyễn Văn Hội
7. Vũ Khắc Hùng
8. Hoàng Trọng Hưng
9. Trần Tiến Hưng
10. Tô Duy Nghĩa
11. Võ Thái Nguyên
12. Nguyễn Văn Nhân
13. Nguyễn Minh Quang
14. Trần Văn Rón
15. Cao Văn Thống
16. Hoàng Văn Trà
17. Nguyễn Văn Quyết (bầu bổ sung tại Hội nghị Ban Chấp hành Trung ương lần thứ ba)[206]
18. Nguyễn Mạnh Hùng (bầu bổ sung tại Hội nghị bất thường Ban Chấp hành Trung ương lần 4)[207]
19. Đinh Hữu Thành (bầu bổ sung tại Hội nghị bất thường Ban Chấp hành Trung ương lần 4)[207]
20. Lê Văn Thành (bầu bổ sung tại Hội nghị bất thường Ban Chấp hành Trung ương lần 4)[207]
21. Đào Thế Hoằng (bầu bổ sung tại Hội nghị Ban Chấp hành Trung ương lần thứ tám)
22. Lê Nguyễn Nam Ninh (bầu bổ sung tại Hội nghị Ban Chấp hành Trung ương lần thứ tám)
23. Vũ Hồng Văn (bầu bổ sung tại Hội nghị Ban Chấp hành Trung ương lần thứ tám)
24. Hà Quốc Trị (bầu bổ sung tại Hội nghị Ban Chấp hành Trung ương lần thứ mười)[208]
25. Đinh Văn Cường (bầu bổ sung tại Hội nghị Ban Chấp hành Trung ương lần thứ mười)

## Nhận xét
Kết quả bầu cử ghi nhận 19 nữ Ủy viên Trung ương Đảng. Có 13 Ủy viên là người dân tộc thiểu số; 62 Bí thư tỉnh, thành (trừ Đắk Nông) và 8 Phó Bí thư (Đắk Nông, Hà Nội 2, Hà Tĩnh, TP Hồ Chí Minh 2, Thừa Thiên - Huế, Vĩnh Long) là Ủy viên chính thức. Trong các Ủy viên chính thức có 15 Bộ trưởng, Thủ trưởng cơ quan ngang bộ, 6 Thứ trưởng, Phó Thủ trưởng cơ quan ngang bộ và 4 Chủ tịch UBND tỉnh, thành (Đắk Nông, Hà Nội, Hà Tĩnh, TP Hồ Chí Minh).
Số ủy viên dưới 50 tuổi chiếm khoảng 17%; trong đó, Bí thư thứ nhất Trung ương Đoàn Nguyễn Anh Tuấn là ủy viên Trung ương chính thức trẻ nhất với 42 tuổi; độ tuổi từ 50 đến dưới 60 tuổi chiếm tỷ lệ gần 63%; trên 60 tuổi chiếm tỷ lệ 20%.
Đại biểu quân đội chiếm tỷ lệ cao nhất trong danh sách Ban Chấp hành Trung ương khóa XIII với 23 ủy viên, tỷ lệ gần 12,8%. Trong đó có Thượng tướng Phan Văn Giang, Ủy viên Trung ương Đảng khóa XII, Tổng tham mưu trưởng Quân đội nhân dân Việt Nam, Thứ trưởng Quốc phòng. Tướng Giang năm nay 61 tuổi, quá tuổi tái cử theo quy định, nhưng đã được Trung ương khóa XII đề cử theo diện "trường hợp đặc biệt".
6 lãnh đạo Bộ Công an trúng cử Ban Chấp hành Trung ương Đảng khóa XIII gồm: Chủ tịch nước Tô Lâm và các Thứ trưởng Trần Quốc Tỏ, Bộ trưởng Bộ Công an Lương Tam Quang, Nguyễn Duy Ngọc, Lê Quốc Hùng, Lê Tấn Tới. Thượng tướng Lương Tam Quang (56 tuổi) và Trung tướng Nguyễn Duy Ngọc (57 tuổi) đều quá tuổi lần đầu vào Trung ương (theo quy định lần đầu vào Trung ương không quá 55 tuổi) nhưng đã được Trung ương khóa XII giới thiệu là "trường hợp đặc biệt" tại Hội nghị Trung ương 15.
Ban Nội chính Trung ương có 4 Ủy viên Trung ương khóa XIII. Ngoài Trưởng Ban Phan Đình Trạc, còn có ba Phó ban là Trần Quốc Cường, Võ Văn Dũng (thường trực) và Phạm Gia Túc. Hai "trường hợp đặc biệt" trúng cử là Võ Văn Dũng (61 tuổi) và Phạm Gia Túc (56 tuổi).

## Danh sách Ủy viên BCH TW bị kỷ luật hoặc thôi chức trong nhiệm kỳ
| Thứ tự | Tên                | Chức vụ | Thời gian | Hình thức             |
| ------ | ------------------ | --- | --------- | --------------------- |
| 1      | Trần Văn Nam       | Ủy viên Ban chấp hành TW Đảng, Bí thư Tỉnh ủy Bình Dương                                                                      | 07/2021   | Cách chức Truy tố     |
| 2      | Lê Đức Thọ         | Ủy viên Ban chấp hành TW Đảng, Bí thư Tỉnh ủy Bến Tre                                                                         | 10/2023   | Cách chức Truy tố     |
| 3      | Chu Ngọc Anh       | Ủy viên Ban chấp hành TW Đảng, Phó Bí thư Thành ủy, Chủ tịch UBND Thành phố Hà Nội                                            | 06/2022   | Khai trừ Đảng Truy tố |
| 4      | Nguyễn Thanh Long  | Ủy viên Ban chấp hành TW Đảng, Bí thư Ban cán sự Đảng, Bộ trưởng Bộ Y Tế Trưởng ban Bảo vệ Chăm sóc sức khỏe cán ộ Trung ương | 06/2022   | Khai trừ Đảng Truy tố |
| 5      | Phạm Xuân Thăng    | Ủy viên Ban chấp hành TW Đảng, Bí thư Tỉnh ủy, Chủ tịch HĐND tỉnh Hải Dương                                                   | 09/2022   | Khai trừ Đảng Truy tố |
| 6      | Trần Đức Quận      | Ủy viên Ban chấp hành TW Đảng, Bí thư Tỉnh ủy, Chủ tịch HĐND tỉnh Lâm Đồng                                                    | 01/2024   | Khai trừ Đảng Truy tố |
| 7      | Hoàng Thị Thúy Lan | Ủy viên Ban chấp hành TW Đảng, Bí thư Tỉnh ủy, Chủ tịch HĐND tỉnh Vĩnh Phúc Trưởng Đoàn ĐBQH Tỉnh Vĩnh Phúc                   | 3/2024    | Khai trừ Đảng Truy tố |
| 8      | Dương Văn Thái     | Ủy viên Ban chấp hành TW Đảng, Bí thư Tỉnh ủy Bắc Giang                                                                       | 5/2024    | Khai trừ Đảng Truy tố |
| 9      | Nguyễn Thành Phong | Ủy viên Ban chấp hành TW Đảng, Phó Trưởng ban Kinh tế Trung ương                                                              | 10/2022   | Cảnh cáo Thôi chức    |
| 10     | Bùi Nhật Quang     | Ủy viên Ban chấp hành TW Đảng, Chủ tịch Viện Hàn lâm Khoa học và Xã hội Việt Nam                                              | 10/2022   | Cảnh cáo Thôi chức    |
| 11     | Huỳnh Tấn Việt     | Ủy viên Ban chấp hành TW Đảng, Bí thư Đảng ủy Khối các cơ quan Trung ương                                                     | 10/2022   | Cảnh cáo Thôi chức    |
| 12     | Bùi Thanh Sơn      | Ủy viên Ban chấp hành TW Đảng, Bí thư Ban cán sự Đảng, Bộ trưởng Bộ Ngoại giao                                                | 12/2022   | Phê bình              |
| 13     | Phạm Bình Minh     | Ủy viên Bộ Chính trị, Phó Thủ tướng Thường trực Chính phủ                                                                     | 12/2022   | Thôi chức             |
| 14     | Vũ Đức Đam         | Ủy viên Ban chấp hành TW Đảng, Phó Thủ tướng Chính phủ                                                                        | 12/2022   | Thôi chức             |
| 15     | Nguyễn Xuân Phúc   | Ủy viên Bộ Chính trị, Chủ tịch nước CHXHCN Việt Nam Chủ tịch Hội đồng Quốc phòng - An ninh nhiệm kỳ 2021 - 2026               | 01/2023   | Thôi chức             |
| 15     | Nguyễn Xuân Phúc   | Ủy viên Bộ Chính trị, Chủ tịch nước CHXHCN Việt Nam Chủ tịch Hội đồng Quốc phòng - An ninh nhiệm kỳ 2021 - 2026               | 12/2024   | Cảnh cáo              |
| 15     | Nguyễn Xuân Phúc   | Ủy viên Bộ Chính trị, Chủ tịch nước CHXHCN Việt Nam Chủ tịch Hội đồng Quốc phòng - An ninh nhiệm kỳ 2021 - 2026               | 07/2025   | Cách chức             |
| 16     | Nguyễn Phú Cường   | Ủy viên Ban chấp hành TW Đảng, Ủy viên Ủy ban Thường vụ Quốc hội, Chủ nhiệm Ủy ban Tài chính - Ngân sách Quốc Hội             | 05/2023   | Thôi chức             |
| 17     | Điểu K'Ré          | Ủy viên Ban chấp hành TW Đảng, Phó Bí thư Thường trực Tỉnh ủy Đắk Nông                                                        | 10/2023   | Thôi chức             |
| 18     | Phan Việt Cường    | Ủy viên Ban chấp hành TW Đảng, Bí thư Tỉnh ủy, Chủ tịch HĐND tỉnh Quảng Nam                                                   | 01/2024   | Thôi chức             |
| 19     | Trần Tuấn Anh      | Ủy viên Bộ Chính trị, Trưởng Ban Kinh tế Trung ương                                                                           | 01/2024   | Thôi chức             |
| 20     | Võ Văn Thưởng      | Ủy viên Bộ Chính trị, Chủ tịch nước CHXHCN Việt Nam Chủ tịch Hội đồng Quốc phòng - An ninh, nhiệm kỳ 2021 - 2026              | 3/2024    | Thôi chức             |
| 20     | Võ Văn Thưởng      | Ủy viên Bộ Chính trị, Chủ tịch nước CHXHCN Việt Nam Chủ tịch Hội đồng Quốc phòng - An ninh, nhiệm kỳ 2021 - 2026              | 7/2025    | Cách chức             |
| 21     | Vương Đình Huệ     | Ủy viên Bộ Chính trị, Chủ tịch Quốc hội nước CHXHCN Việt Nam khóa XV, nhiệm kỳ 2021-2026                                      | 4/2024    | Thôi chức             |
| 21     | Vương Đình Huệ     | Ủy viên Bộ Chính trị, Chủ tịch Quốc hội nước CHXHCN Việt Nam khóa XV, nhiệm kỳ 2021-2026                                      | 11/2024   | Cảnh cáo              |
| 21     | Vương Đình Huệ     | Ủy viên Bộ Chính trị, Chủ tịch Quốc hội nước CHXHCN Việt Nam khóa XV, nhiệm kỳ 2021-2026                                      | 7/2025    | Cách chức             |
| 23     | Trương Thị Mai     | Ủy viên Bộ Chính trị, Thường trực Ban Bí thư, Trưởng ban Tổ chức Trung ương                                                   | 5/2024    | Thôi chức             |
| 23     | Trương Thị Mai     | Ủy viên Bộ Chính trị, Thường trực Ban Bí thư, Trưởng ban Tổ chức Trung ương                                                   | 12/2024   | Khiển trách           |
| 24     | Đinh Tiến Dũng     | Ủy viên Bộ Chính trị, Bí thư Thành ủy Trưởng Đoàn đại biểu Quốc hội khóa XV thành phố Hà Nội                                  | 6/2024    | Thôi chức             |
| 25     | Lê Minh Khái       | Bí thư Trung ương Đảng, Phó Thủ tướng Chính phủ                                                                               | 8/2024    | Cảnh cáo Thôi chức    |
| 26     | Đặng Quốc Khánh    | Ủy viên Ban chấp hành TW Đảng, Bộ trưởng Bộ Tài nguyên và Môi trường                                                          | 8/2024    | Thôi chức             |
| 27     | Nguyễn Xuân Ký     | Ủy viên Ban chấp hành TW Đảng, Bí thư Tỉnh uỷ, Chủ tịch Hội đồng nhân dân tỉnh Quảng Ninh                                     | 8/2024    | Thôi chức             |
| 28     | Chẩu Văn Lâm       | Uỷ viên Ban Chấp hành TW Đảng, Bí thư Tỉnh ủy, Trưởng Đoàn đại biểu Quốc hội tỉnh Tuyên Quang                                 | 8/2024    | Thôi chức             |
| 29     | Bùi Văn Cường      | Ủy viên Ban chấp hành TW Đảng, Chủ nhiệm Văn phòng Quốc hội, Tổng thư ký Quốc hội Việt Nam                                    | 10/2024   | Thôi chức             |
| 30     | Nguyễn Văn Thể     | Ủy viên Ban chấp hành TW Đảng, Bí thư Đảng ủy Khối các cơ quan Trung ương                                                     | 11/2024   | Cảnh cáo Thôi chức    |
| 31     | Đào Ngọc Dung      | Ủy viên Ban chấp hành TW Đảng, Bí thư Ban cán sự Đảng, Bộ trưởng Bộ Lao động, Thương binh, Xã hội                             | 3/2024    | Khiển trách           |